# Transformateur de puissance
Un transformateur de puissance est un composant électrique haute-tension essentiel dans l'exploitation des réseaux électriques. Sa définition selon la commission électrotechnique internationale est la suivante : « Appareil statique à deux enroulements ou plus qui, par induction électromagnétique, transforme un système de tension et courant alternatif en un autre système de tension et courant de valeurs généralement différentes, à la même fréquence, dans le but de transmettre de la puissance électrique ». Sa principale utilité est de réduire les pertes dans les réseaux électriques. Il peut être monophasé ou triphasé et recevoir divers couplages : étoile, triangle et zigzag.
On retrouve les transformateurs de puissance dans différents types d'applications : dans les réseaux de transmission électrique, dans la distribution électrique, dans les usines en amont de fours électriques notamment et dans les trains. Chacun répondant à des contraintes et des usages très différents.
La CEI divise les transformateurs de puissance dans l'huile en trois catégories en fonction de la puissance apparente : jusqu'à 2 500 kVA en triphasé ou 833 kVA en monophasé (divisé par 3) on parle de « transformateur de distribution », au-delà et jusqu'à 100 MVA en triphasé respectivement 33,3 MVA en monophasé de « transformateur de moyenne puissance », au-delà de « transformateur de grande puissance ». Les transformateurs de distribution sont très nombreux dans le monde, ceux de grande puissance le sont moins.
De nombreux aspects sont à prendre en compte pour leur conception : circuit magnétique, enroulements, conducteurs, isolation, cuve, système de refroidissement. Par ailleurs, le transformateur est indissociable d'autres composants qui doivent être conçus en même temps comme le changeur de prises, les traversées isolées, les protections et leurs capteurs. Le transformateur doit être capable de résister sans dommage à la fois aux aléas du réseau électrique : surtensions, courts-circuits, courants d'enclenchement et surcharges ; et aux autres contraintes mécaniques liées le tout dans des conditions météorologiques diverses. Le transport est également un élément critique. La conception d'un transformateur de puissance est donc une entreprise complexe, assistée de nos jours par les outils informatiques. Elle est validée après la fabrication du transformateur par une phase de test, qui vérifie aussi la qualité de l'ensemble.
Les protections permettent de détecter les défauts électriques trop importants et de déconnecter le transformateur du réseau afin d'en assurer la sécurité. De par leur rôle stratégique dans le réseau, les transformateurs sont l'objet d'une surveillance accrue. Afin d'en assurer une bonne maintenance sans nuire à leur disponibilité de nombreuses techniques de diagnostics, faisant appel à du traitement du signal, ont été mises au point.
De nombreux types de transformateurs de puissance différents existent, chacun ayant leurs spécificités. Par conséquent, il y a de nombreux fabricants de transformateurs, même si le marché est dominé par quelques gros acteurs.
Les transformateurs de puissance ont le défaut d'être souvent bruyants, de pouvoir prendre feu et de causer des pertes, même si elles sont faibles en proportion. Les recherches actuelles tentent de remédier à ces problèmes et de réduire leurs pertes, leur bruit et leur impact écologique général. Les nouveaux types d'huile et les matériaux supraconducteurs sont des pistes à l'étude.

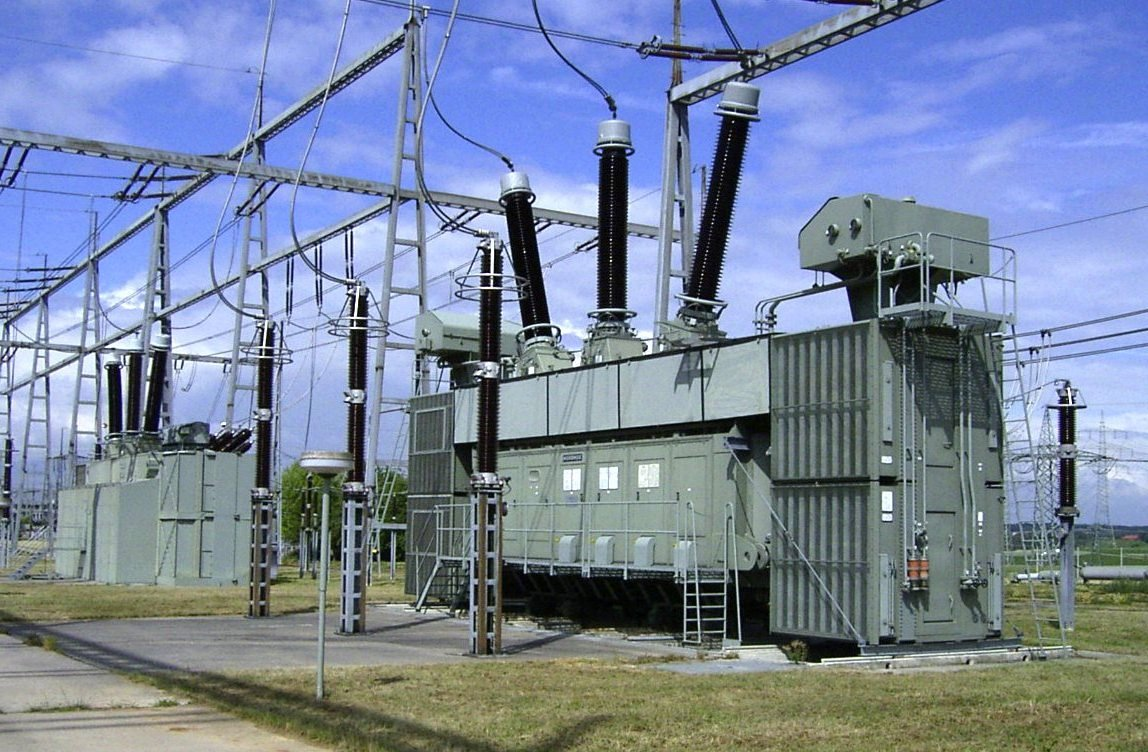
Un transformateur de puissance dans un poste électrique

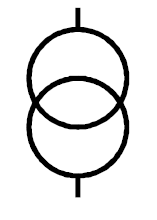
Symbole d'un transformateur à deux enroulements,

## Principe

Transformateur monophasé idéal

Un transformateur est un élément statique qui transfère de l'énergie électrique entre deux circuits grâce à l'induction électromagnétique. Les deux circuits sont donc séparés électriquement, galvaniquement, mais couplés magnétiquement.
Un transformateur idéal ou parfait est un transformateur virtuel sans aucune perte. Il est utilisé pour modéliser les transformateurs réels. Ces derniers sont considérés comme une association d'un transformateur parfait et de diverses impédances.
Dans le cas où toutes les pertes et les fuites de flux sont négligées, le rapport du nombre de spires primaires sur le nombre de spires secondaires détermine totalement le rapport de transformation du transformateur.
Exempleun transformateur dont le primaire comporte 460 spires alimenté par une tension sinusoïdale de 230 V de tension efficace, le secondaire qui comporte 24 spires présentera à ses bornes une tension sinusoïdale dont la valeur efficace sera égale à 12 V.
{\displaystyle {\frac {U_{2}}{U_{1}}}={\frac {N_{2}}{N_{1}}}}.
Comme on néglige les pertes, la puissance est transmise intégralement, c'est pourquoi l'intensité du courant dans le secondaire sera dans le rapport inverse soit, dans cet exemple de transformation de 230 V en 12 V, près de 19 fois plus importante que celle circulant dans le primaire.
De l'égalité des puissances apparentes : {\displaystyle S_{1}=S_{2}\,}, soit : {\displaystyle U_{1}I_{1}=U_{2}I_{2}\,}, on tire:
{\displaystyle {\frac {U_{2}}{U_{1}}}={\frac {I_{1}}{I_{2}}}}.

## Objectif
Le transport d'électricité entraîne des pertes dues à l'effet Joule, qui dépendent de l'intensité I, de la tension U et de la résistance R de la ligne. Pour du courant triphasé on obtient : {\displaystyle P_{pertesJoule}=RI^{2}\ =R{\frac {P_{electrique}^{2}}{3U^{2}}}\,}
Pour une même puissance électrique transmise par la ligne et à résistance égale, les pertes par effet Joule diminuent donc comme le carré de la tension : elles sont divisées par quatre quand la tension double. Ainsi, une ligne d'une centaine de km avec une résistance de 10 Ω sur laquelle circule 400 MW entraînerait environ 4 MW de perte Joules si elle était exploitée à 200 kV, mais seulement 1 MW si elle était exploitée à 400 kV. L'objectif premier des transformateurs de puissance dans les réseaux électriques est donc d'élever la tension à des niveaux élevés pour transporter l'électricité avec le minimum de pertes.
Par ailleurs, une haute tension dans l'ensemble du réseau poserait des problèmes de sécurité. L'usage des transformateurs de puissance est donc inévitable pour garantir à la fois la sécurité domestique et un transport d'électricité économique. Par ailleurs, les transformateurs n'ayant pas de pièce en mouvement, si on excepte le changeur de prises, leurs pertes sont très limitées.
Dans le cas des transmissions à courant continu, le transformateur de puissance a également un rôle de séparation électrique entre les thyristors d'un côté et le réseau en courant alternatif de l'autre, son impédance de fuite fait en effet « tampon » entre les deux côtés. Par ailleurs l'usage de deux transformateurs, l'un couplé en étoile-étoile et l'autre couplé en étoile-triangle (voir ci-dessous), introduit un déphasage de 30° qui permet la connexion de deux ponts entre eux. Le changeur de prises qui équipe souvent les transformateurs peut également être utilisé dans le réglage de la puissance réactive fournie ou consommée par l'installation à courant continu.

## Histoire

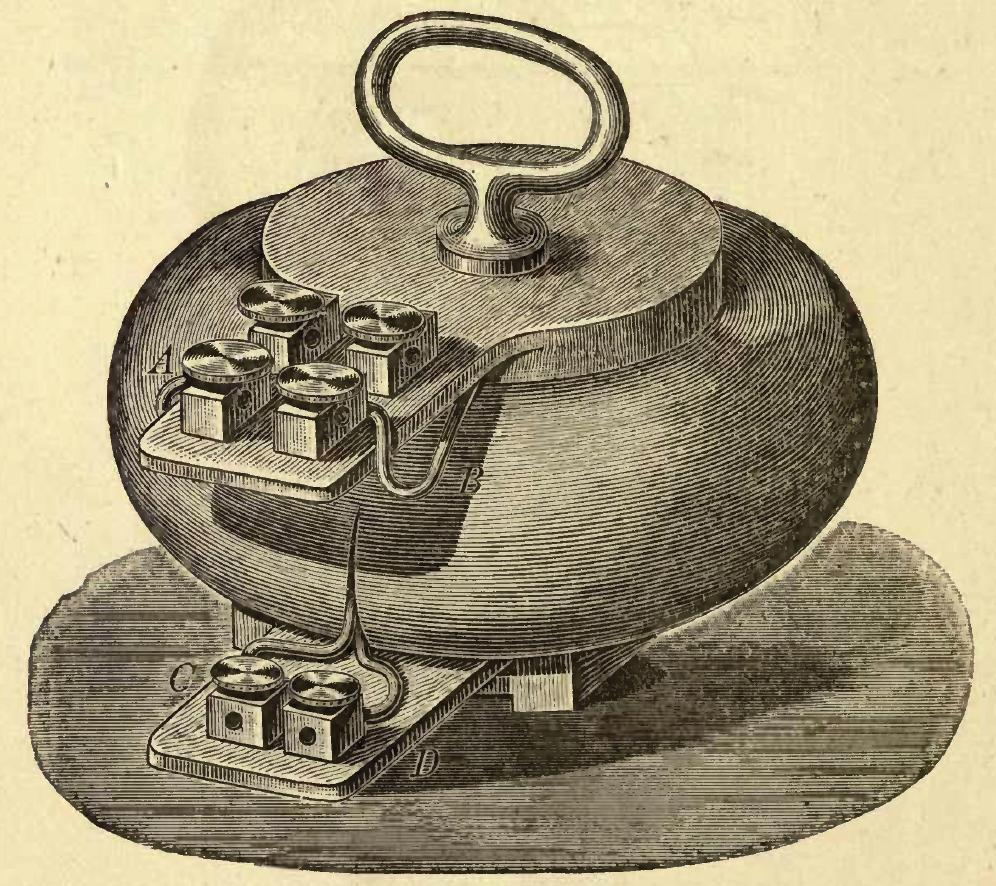
Transformateur cuirassé, conçu par Uppenborn suivant les brevets de 1885 des ingénieurs Ganz.

Le principe de l'induction électromagnétique est découvert indépendamment par Michael Faraday et Joseph Henry en 1831. Mais Faraday ayant publié le premier ses résultats expérimentaux, le crédit de la découverte lui revient.
Faraday avec ses bobines enroulées autour d'un anneau de fer, crée en fait le premier transformateur toroïdal, mais n'en prévoit pas les applications pratiques,.
Le travail sur les bobines d'induction est poursuivi par le révérend Nicholas Callan du St Patrick's College de Maynooth en Irlande en 1836. Il est l'un des premiers à comprendre l'influence des nombres de tours de fil des bobines primaire et secondaire sur la force électromotrice produite. Les bobines évoluent grâce aux efforts des différents scientifiques et inventeurs qui cherchent à augmenter la tension provenant de batteries connectées au primaire. Ces batteries fournissant du courant continu, il faut ouvrir régulièrement le circuit afin d'obtenir la variation de tension et donc la variation de flux nécessaire à l'induction. Ceci est réalisé à l'aide de « contacts vibrants », réalisant des ouvertures et fermetures successives du circuit. Ce système a d'ailleurs été repris pendant des dizaines d'années pour commander l'allumage des moteurs à essence, déclenché par un rupteur,,. Entre les années 1830 et 1870, les progrès dans le domaine, surtout réalisés par tâtonnement, fournissent les bases de la compréhension des futurs transformateurs.
Dans les années 1870 apparaissent des générateurs électriques de courant alternatif. On se rend compte que le système d'ouvertures-fermetures successives du circuit devient inutile, puisque le courant généré passe par une valeur zéro en alternant son sens de circulation. En 1876, l'ingénieur russe Pavel Iablotchkov invente un système d'éclairage basé sur un lot de bobines d'induction, dans lesquelles la bobine primaire est connectée à une source de courant alternatif et la bobine secondaire branchée à plusieurs « lampes à arc » qu'il a conçues lui-même,. Son montage avec 2 bobines d'induction est, fondamentalement, un transformateur.

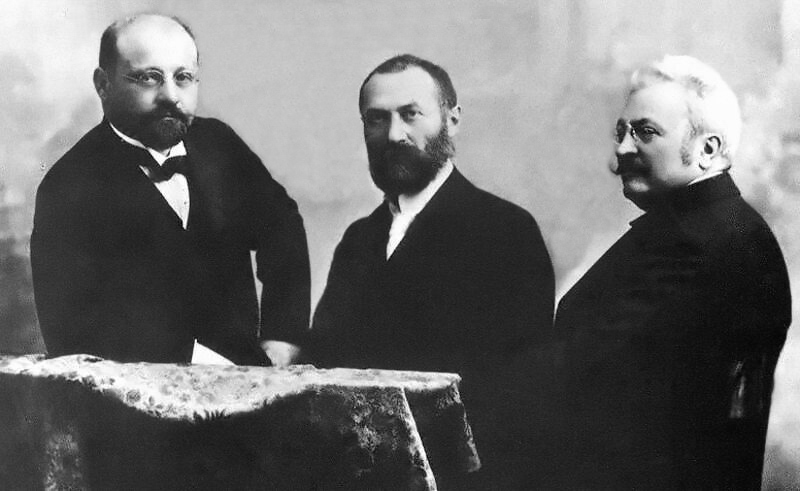
Les ingénieurs de la société Ganz inventent le transformateur moderne

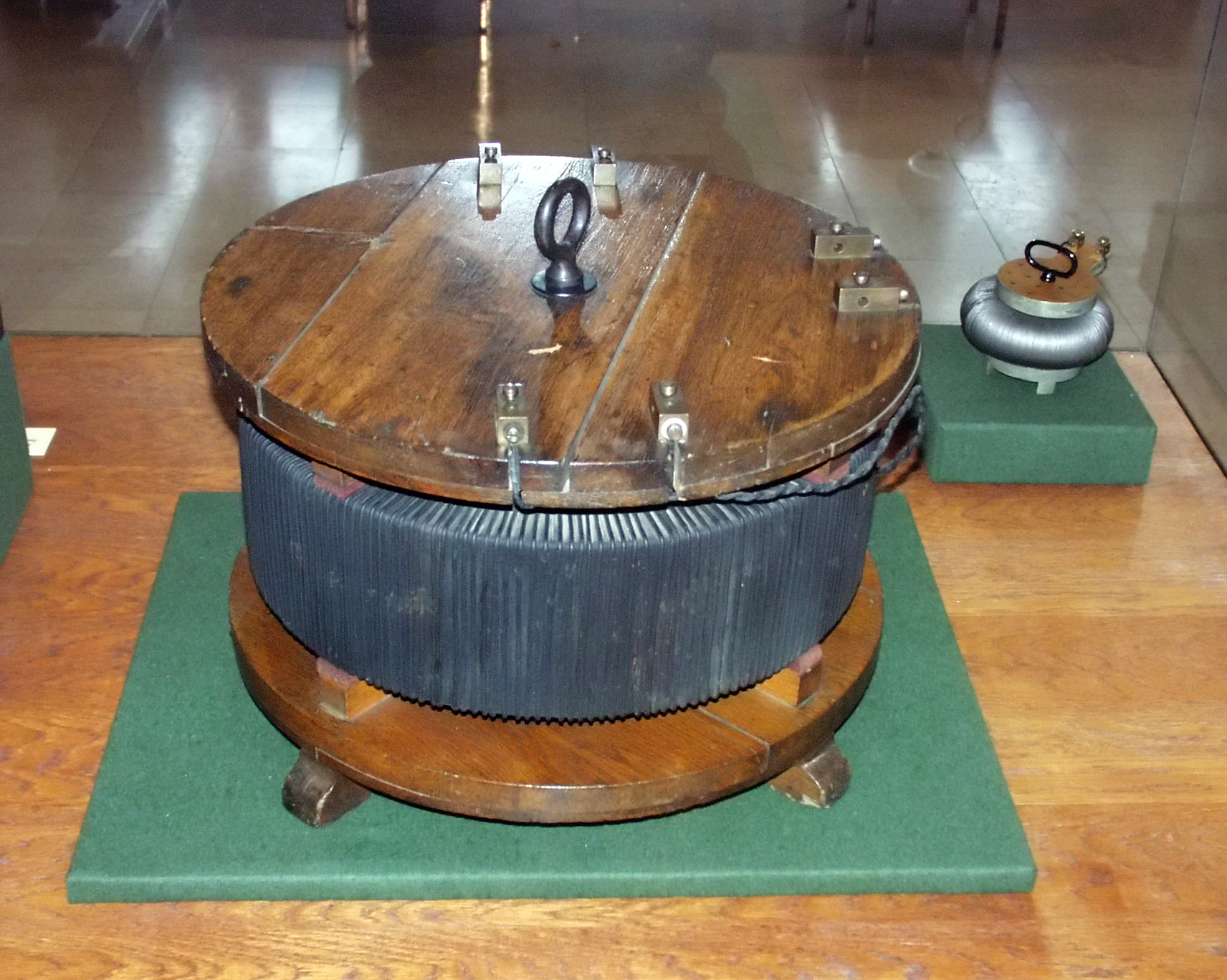
Transformateur à colonne de 1885. Plus vieil exemplaire du transformateur moderne de l'usine Ganz.

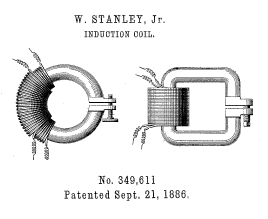
Transformateur de Stanley de 1886 avec un entrefer ajustable.

Le premier système à circuit magnétique en fer est exposé par Lucien Gaulard et John Dixon Gibbs à Londres en 1882, qui le dénomment générateur secondaire. Après l'exposition, Gaulard et Gibbs vendent leur idée à la société américaine Westinghouse. Ils présentent une nouvelle fois leur invention à Turin en 1884, où elle sera utilisée pour le système d'éclairage. Toutefois le rendement de leur appareil reste bas.
Les bobines d'induction avec un circuit magnétique ouvert sont peu efficaces pour le transfert de puissance électrique. Jusque dans les années 1880, pour transférer de la puissance en courant alternatif depuis une source en haute-tension à des charges en basse tension, on les connecte toutes en série. Les primaires des transformateurs à circuit ouvert avec un rapport proche de 1:1 sont alors branchés en série avec la source de tension, et les secondaires sont branchés aux lampes.Le problème est que quand une lampe est allumée ou éteinte cela influe sur la tension aux bornes de toutes les autres dans le circuit. Des transformateurs variables sont introduits pour régler ce problème, certains utilisent une modification de leur circuit magnétique voire détournent une partie du flux magnétique pour faire varier leur rapport de conversion.
En automne 1884, Károly Zipernowsky, Ottó Bláthy et Miksa Déri, trois ingénieurs associés à la société Ganz, en sont venus à la conclusion que les circuits magnétiques ouverts ne sont pas la solution pour les usages pratiques et pour réguler la tension. Dans leur brevet de 1885, ils décrivent deux nouveaux types de transformateurs à circuit magnétique fermé. Dans le premier cas, les bobines de cuivre sont autour du circuit magnétique, on parle de transformateur à colonnes, dans le second c'est le circuit magnétique qui est autour des bobines, transformateur cuirassé. Ces concepts sont toujours en application de nos jours pour la construction des transformateurs,,,. La société Ganz réalise le premier transformateur à haut rendement et le livre le 16 septembre 1884. Il a les caractéristiques suivantes : 1 400 watts, 40 Hz, 120:72 V, 11.6:19.4 A, soit un rapport 1,67:1, monophasé et cuirassé. Dans les deux cas proposés, le flux magnétique circule du primaire au secondaire quasiment intégralement dans le circuit magnétique. Seule une très petite partie passe par l'air, c'est ce qu'on appelle le flux de fuite. Les nouveaux transformateurs sont 3,4 fois plus efficaces que celui à circuits magnétiques ouverts de Gaulard et Gibbs Leur brevet contient deux autres innovations majeures : l'une concerne la connexion en parallèle des charges, en lieu et place des connexions série, l'autre imagine la possibilité de construire des transformateurs avec de nombreux tours de bobines permettant d'avoir une tension de transport de l'électricité différente de celle d'utilisation. Typiquement une valeur de 1 400 à 2 000 V est prévue pour le transport et 100 V pour l'usage,.
Même si George Westinghouse a acquis les brevets de Gaulard et Gibbs en 1885, c'est la société Edison Electric Light Company qui obtient la licence pour la construction des transformateurs "Ganz" aux États-Unis. Westinghouse se trouve donc obligé d'utiliser une conception différente pour fabriquer ses transformateurs. Il confie la conception de ces nouveaux modèles à William Stanley.
Le premier brevet sur les transformateurs déposé par Stanley présente une construction avec un circuit magnétique en fer doux avec un entrefer ajustable permettant de réguler la tension au secondaire. Ce design est tout d'abord vendu aux États-Unis en 1886. Westinghouse veut améliorer le concept afin de le rendre plus simple à produire et donc moins cher. Cela amène à l'émergence d'un nouveau modèle dans lequel le noyau magnétique est constitué de fines tôles séparées entre elles par des feuilles de papier ou d'autres matériaux isolants. Les bobines sont ensuite glissées autour des colonnes avant de refermer le circuit avec les tôles horizontales. Ce nouveau modèle est déposé au bureau des brevets en décembre 1886 par Stanley et définitivement breveté en juillet 1887.
En 1889, le russe Mikhaïl Dolivo-Dobrovolski construit le premier transformateur triphasé chez AEG, une société allemande.
Le transformateur isolé et refroidi à l'huile est inventé aux environs de 1912. Cela permet de construire des transformateurs supportant des puissances plus élevées. Son principal défaut est son inflammabilité. L'usage des PCB permet de contourner cet inconvénient, cependant leur toxicité - en cas d'incendie les fumées émises contiennent des dioxines - a toutefois conduit à leur interdiction en 1987,.
Depuis lors, la technologie n'a pas fondamentalement changé. La tension s'est par contre accrue au même rythme que celle des réseaux. La puissance, elle aussi, a augmenté continuellement. Ainsi en 1942, le premier transformateur de tension 220 kV a une puissance de 120 MVA. En 1971, le transformateur le plus puissant a 1 300 MVA. En parallèle, les développements au niveau des tôles, avec notamment les tôles à grains orientés dans les années 1940, permet de réduire considérablement les pertes à vide : entre 1940 et 2005 elles diminuent d'environ 40 % pour des transformateurs équivalents.
Les transformateurs de type sec utilisant une isolation à base de résine sont inventés en 1965. Dans les années 1970, les transformateurs hermétiques sont inventés. À la même époque, la découpe des tôles à 45° s'impose. La découpe des tôles en chevauchement, dite « step-lap » est inventée par la suite. Le papier pré-compressé remplace également le papier normal.
En 1999, ABB utilise pour la première fois le polyéthylène réticulé pour isoler des transformateurs. On parle alors de transformateur de type sec.
La tendance en 2013, pour les transformateurs est de devenir plus acceptables écologiquement : utilisation d'huile biodégradable, réduction des émissions sonores, diminution des pertes. Pour plus de détails se reporter aux sections respectives : huile, bruit, pertes. Au niveau de la réduction des pertes l'utilisation de tôles en métal amorphe vitrifié, dans les transformateurs de distribution dans un premier temps, permet de réduire de manière significative les pertes fer.

## Théorie

### Modèle et pertes
Les pertes dans un transformateur sont divisées en 3 catégories : les pertes dans le circuit magnétique, également appelées « pertes fer » ou « pertes à vide », celles dans les enroulements, appelées également « pertes cuivre » et enfin les pertes par fuites magnétiques. La somme des deux dernières est appelée « pertes en charge »,. Les premières sont à diviser en pertes par courants de Foucault dans le circuit magnétique et en pertes par hystérésis. Elles augmentent avec la fréquence et la tension. Les pertes cuivre sont les pertes par effet Joule dans les enroulements. Les fuites magnétiques sont dues au fait que la résistance magnétique du circuit magnétique n'est pas fini, une partie du flux est donc perdue. Elle causent également des pertes par courants de Foucault dans les enroulements et la cuve, cela dissuade d'augmenter le diamètre des conducteurs pour réduire les pertes cuivres, les pertes par courants de Foucault augmentant alors.
Pour des raisons économiques évidentes les pertes de puissance dans le transformateur doivent être les plus basses possible. Le coût de l'énergie augmentant, les incitations pour les réduire sont de plus en plus importantes. Dans la pratique, elles se situent entre 0,2 et 0,5 %.

### Puissance et dimensions
Les transformateurs de puissance ont un poids et des dimensions qui augmentent avec leur puissance apparente. La section des conducteurs et donc la taille des enroulements croit avec la puissance à transmettre. Le nombre de tours des enroulements est proportionnel à la tension. En considérant que l'induction est limitée par la tôle du noyau magnétique et que la conductivité des conducteurs est également constante, on peut calculer que quand les dimensions d'un transformateur sont multipliées par un facteur k dans toutes les directions, la puissance augmente d'un facteur k4. Par exemple, si k=2, le volume du transformateur est 8 fois plus élevé, la puissance transmissible est 16 fois plus élevée. À noter que dans ce cas les pertes augmentent théoriquement d'un facteur 8.

### Monophasé ou triphasé

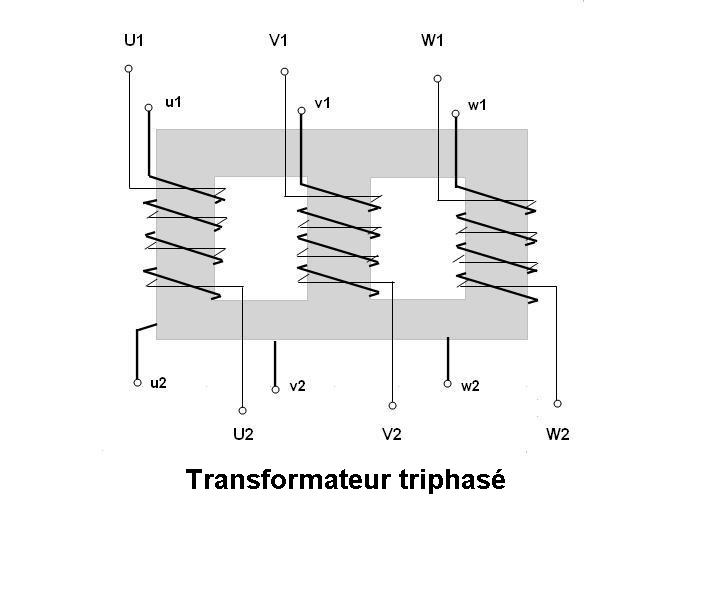
Transformateur triphasé à trois colonnes

Si les réseaux européens ont historiquement tendance à privilégier les transformateurs triphasés, le réseau américain utilise avant tout des transformateurs monophasés. À cause de la règle de redondance dans le réseau électrique, dite du « N-1 », un second transformateur de rechange doit être prévu en parallèle du transformateur en fonctionnement. Dans le cas d'un transformateur triphasé un second transformateur triphasé doit être prévu. Dans le cas de 3 transformateurs monophasés un seul transformateur monophasé doit être en place, il peut reprendre n'importe laquelle des autres phases en cas de défaut. Comme un transformateur monophasé est moins cher qu'un triphasé, cela peut être intéressant. Par ailleurs, les transformateurs triphasés peuvent devenir très volumineux quand les puissances sont élevées, à tel point que cela devient incompatible avec certains moyens de transport. L'usage de trois transformateurs monophasés permet de contourner ce problème,.
Toutefois il est à noter qu'un transformateur triphasé est plus léger, moins cher et a un meilleur rendement que trois transformateurs monophasés,.

### Couplage

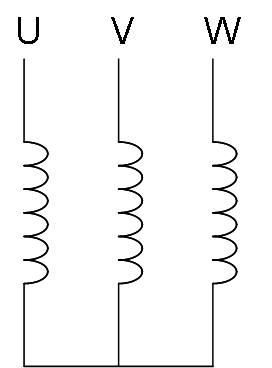
Schéma de la connexion étoile

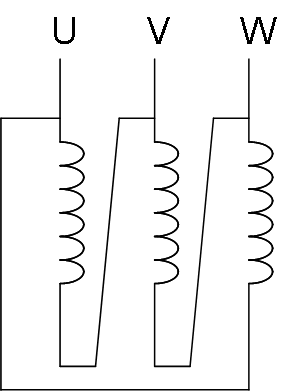
Schéma de la connexion triangle

Pour un transformateur triphasé, les enroulements peuvent être connectés de trois manières différentes :
- En étoile, représenté par la lettre Y ;
- En triangle, représenté par la lettre D ou {\displaystyle \Delta } ;
- En zigzag, représenté par la lettre Z.

Le couplage en étoile au primaire et au secondaire (Yy) est utilisé surtout pour les transformateurs de très haute tension, car il permet de réduire la tension aux bornes des enroulements d'un facteur {\displaystyle {\sqrt {3}}} et donc de réduire d'autant l'isolation.
Le couplage en étoile au primaire et en triangle au secondaire (Yd) est utilisé pour connecter les générateurs de centrales électriques et de machines industrielles. Le courant traversant les bobines est réduit d'un facteur {\displaystyle {\sqrt {3}}}, ce qui est intéressant dans ces applications où le courant est particulièrement fort. Côté réseau, pour les mêmes raisons que précédemment, il est préférable de privilégier l'économie d'isolation,.
Dans les réseaux de distribution électrique un couplage étoile au primaire et zigzag au secondaire (Yz) est courant, car le couplage zigzag permet de réduire le déséquilibre de tension entre phases. Les particuliers étant connectés en monophasé, la charge n'est pas toujours bien répartie entre les phases et il est utile de lutter contre le phénomène.
Le couplage a également un rôle déterminant dans la détermination de l'impédance homopolaire du transformateur et dans la transmission du courant de 3e harmonique du primaire au secondaire.

### Circuit tertiaire
Un troisième enroulement de faible puissance est parfois monté sur le transformateur pour répondre aux besoins propres de l'installation. On peut citer le cas des centrales électriques ou des plateformes offshore.
On prévoit aussi un enroulement tertiaire dit « de stabilisation » en triangle sur les transformateurs (et autotransformateurs) de couplage YNyn. Souvent un enroulement tertiaire est construit sur les transformateurs. Il est en général connecté en triangle. Dans le cas d'un transformateur connecté en étoile-étoile il permet de compenser la 3e harmonique du courant, de maintenir le potentiel du point neutre à 0, notamment en cas de court-circuit asymétrique, et de permettre la circulation du courant homopolaire. On l'appelle alors « enroulement de compensation ». Cet enroulement n'a pas forcément de liaisons avec l'extérieur, on parle alors de tertiaire « non sorti ». Il peut également servir à connecter plusieurs lignes entre elles ou à apporter de la puissance réactive au système en y connectant une capacité.

### Tension et impédance de court-circuit
La tension de court-circuit est la valeur de la tension aux bornes du primaire lorsque le secondaire est court-circuité et que le courant est égal au courant nominal. Elle est exprimée en pourcentage de la tension nominale. Elle est égale en pourcentage à l'impédance de court-circuit, ou impédance de fuite, elle-même proportionnelle au flux de fuite. Auparavant, on cherchait à tout prix à minimiser ces pertes de flux et donc à avoir une valeur d'impédance de court-circuit aussi faible que possible, limitant ainsi la chute de tension dans le transformateur.
De nos jours d'autres éléments sont pris en compte. La tension de court-circuit est en effet déterminante pour le dimensionnement des autres composants du poste électrique et en particulier les disjoncteurs qui doivent interrompre le courant de court-circuit. Élevée, ce dernier est faible lors d'un défaut, le disjoncteur peut être plus petit et donc moins cher. Par ailleurs, pour minimiser les pertes de flux et donc l'impédance de court-circuit il faut construire un noyau magnétique le plus gros possible. Le noyau étant l'élément déterminant la taille du transformateur, une impédance de court-circuit faible implique un gros transformateur, donc cher. La valeur de la tension de court-circuit naît donc d'un compromis dépendant des besoins de l'utilisateur.
Sa valeur dépend de la géométrie du transformateur. Pour les petits transformateurs la valeur est proche de 5 %, pour les gros elle peut atteindre 22 %.

### Exploitation en parallèle de transformateurs de puissance
Pour des raisons économiques, techniques et de redondance, il peut être parfois intéressant de brancher plusieurs transformateurs en parallèle plutôt qu'un seul de plus forte puissance. Dans ce cas plusieurs conditions doivent être remplies : la tension au primaire et au secondaire des transformateurs doivent être les mêmes; cela est évident à cause du branchement en parallèle, par conséquent les rapports de transformation des deux transformateurs doivent être les mêmes, avec une certaine tolérance, et l'étendue des prises doit être similaire. Si cette condition n'est pas remplie, ou pas parfaitement, il apparait un courant de circulation entre les transformateurs à cause de la différence de tension entre eux. Pour des raisons similaires, le déphasage ou indice horaire entre les tensions primaires et secondaires des transformateurs doit être le même. De plus les tensions de court-circuit relatives (exprimées en pourcentage) des transformateurs doivent être identiques, avec une certaine tolérance. En effet, cette valeur va déterminer la répartition de la charge entre les transformateurs. Si les valeurs diffèrent, le transformateur avec l'inductance la plus faible et la tension de court-circuit la plus faible, est traversé par un courant plus important. L'un peut ainsi être en surcharge et pas l'autre, on ne peut alors utiliser la totalité de la puissance des transformateurs. Par ailleurs, il est conseillé de mettre en parallèle des transformateurs de puissances apparentes proches (n'excédant pas un rapport 1:2), la tension de court-circuit dépend en effet en partie de la taille du transformateur,.

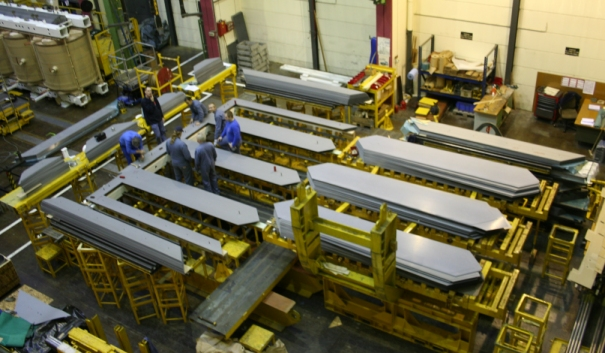
Découpage des tôles pour la construction du noyau magnétique

## Construction interne

### Partie active
La partie active est définie comme le circuit magnétique et les enroulements.

#### Circuit magnétique

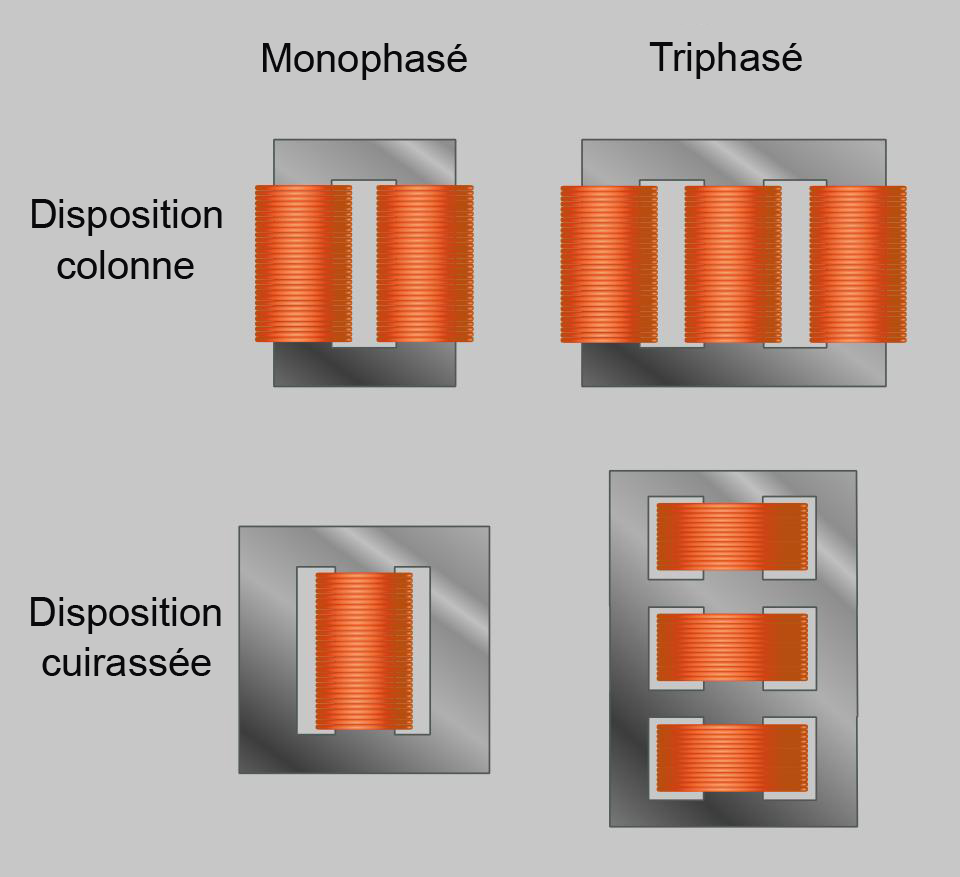
Présentation des différents types de circuit magnétique

Le rôle du noyau est de guider le flux magnétique entre le primaire et le secondaire. La densité du flux doit être aussi haute que possible sans que le noyau entre en saturation. Cela permet de réduire la taille du transformateur et ainsi son prix. Le champ magnétique a typiquement une valeur comprise entre 1,6 et 1,8 tesla.
Deux grandes familles de circuits magnétiques existent : en colonnes et cuirassé. La première est la plus répandue : les enroulements y sont placés autour du circuit magnétique. Les parties métalliques verticales sont appelées colonnes, celles horizontales culasse. Les circuits cuirassés entourent au contraire les enroulements (voir illustration ci-contre). Ceux à colonnes ont l'avantage d 'être plus simple à construire et à refroidir ainsi qu'à réparer, les seconds permettent de réaliser des transformateurs avec une faible impédance de court-circuit. En outre, à cause de la meilleure protection magnétique produit par le montage cuirassé, celui-ci est utilisé dans le cas où la tension est faible et le courant très élevé, typiquement dans les fours à arc électrique. Ceux à colonnes sont toutefois largement majoritaires dans le monde,,.
Pour les transformateurs triphasés la construction plus courante est celle à 3 colonnes. Les culasses et les colonnes ont alors même section. Si dans un réseau équilibré la somme des trois tensions est nulle et par conséquent la somme des trois flux dans le transformateur l'est aussi, en cas de défaut non équilibré par exemple ou quand le transformateur n'a pas une charge équilibrée sur ses 3 phases un flux homopolaire peut apparaître. Dans un transformateur à 3 colonnes ce flux doit trouver un chemin de retour hors des enroulements de culasse à culasse, il y a donc formation d'un flux de fuite externe important. Une solution consiste à placer aux côtés des 3 colonnes bobinées 2 colonnes non bobinée servant de chemin de retour pour le flux. Dans ce cas, la section des culasses est la moitié de celle des colonnes, le flux se divisant en deux parties égale en sortant des colonnes. Cela permet de réduire la hauteur totale du circuit magnétique, pour cette raison cette solution est très répandue pour les gros transformateurs.

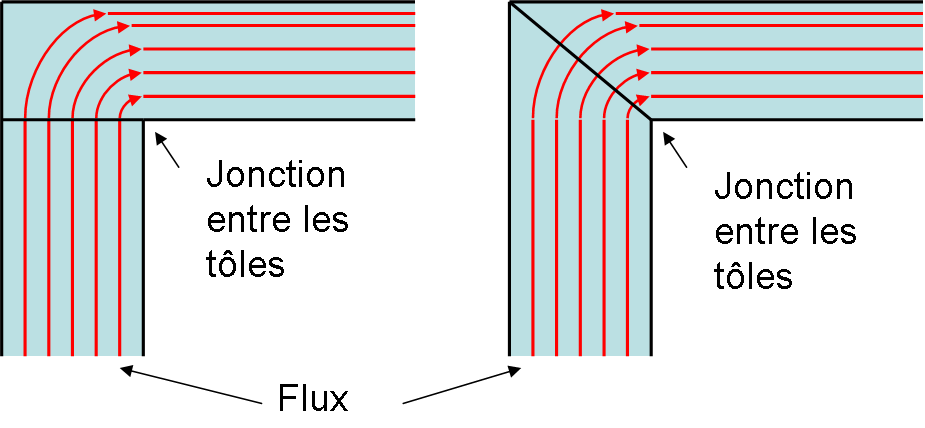
Illustration du problème de la jonction des différentes parties du noyau magnétique au niveau des coins

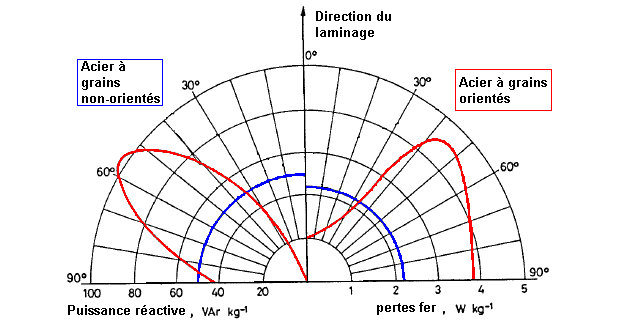
Pertes fer et puissance réactive d'un fer à grains orientés comparées à celles d'un fer à grains non orientés en fonction de l'angle

Au-delà de ce problème du nombre de colonnes, le circuit magnétique doit avoir la meilleure conduction magnétique possible. L'utilisation de tôles pressées, isolées électriquement entre elles au moyen de films, à la place d'un bloc massif permet de limiter les pertes fer provoquées par les courants de Foucault. Ces tôles réalisées en fer doux à grains-orientés sont anisotropiques au niveau magnétique et permettent de conduire le flux magnétique dans de bonnes conditions dans une direction tout en limitant les pertes fers dans les autres. Toutefois se pose toujours le problème des angles du circuit magnétique, le noyau formant un rectangle le flux doit « tourner » dans ces zones. Si les tôles sont coupées en faisant des angles droits, le flux rentre dans une zone de forte réluctance à la transition, source de contraintes et de pertes de flux. Pour éviter cela la première mesure consiste à couper les tôles de manière oblique : à 45°, le flux passe alors par cette zone de reluctance plus élevée mais cela reste dans un ordre de grandeur raisonnable.
Une seconde mesure consiste à ne pas couper toutes les tôles au même niveau, la rupture est décalée de quelques millimètres entre chaque tôle. Cet enchevêtrement permet d'éviter une transition trop brutale et permet de résoudre de manière satisfaisante le problème des coins dans le circuit magnétique,.
Les bavures sur les bords des tôles apparaissant lors de leur découpe peuvent créer des ponts électriques entre elles. Il est donc important de découper de manière aussi propre que possible les tôles.
Les tôles doivent être maintenues entre elles afin de garantir les propriétés mécaniques du circuit magnétique. La solution traditionnelle est d'utiliser des boulons au travers des tôles. Toutefois, ils sont des causes de déviations du flux magnétique et donc de pertes fer. Dans les transformateurs modernes, ils sont remplacés par l'utilisation de fibre de verre ou de sangles métalliques pour entourer les tôles et les serrer. Dans les cas des sangles métalliques, il faut veiller à ce qu'elles ne créent pas un pont électrique entre les tôles. Par ailleurs, un cadre compresse les culasses et assure une bonne rigidité mécanique. Afin de limiter les pertes par courants de Foucault, il doit être réalisé en matériau non magnétique.
Enfin, le circuit magnétique se trouvant au centre des enroulements haute tension, s'il n'était pas relié à la terre, directement ou indirectement, pourrait atteindre un potentiel flottant élevé. Il y est donc relié en un point quelconque du circuit et un seulement. En effet, s'il y a plusieurs mises à la terre, un courant peut circuler entre elles et échauffer le noyau.

#### Enroulements

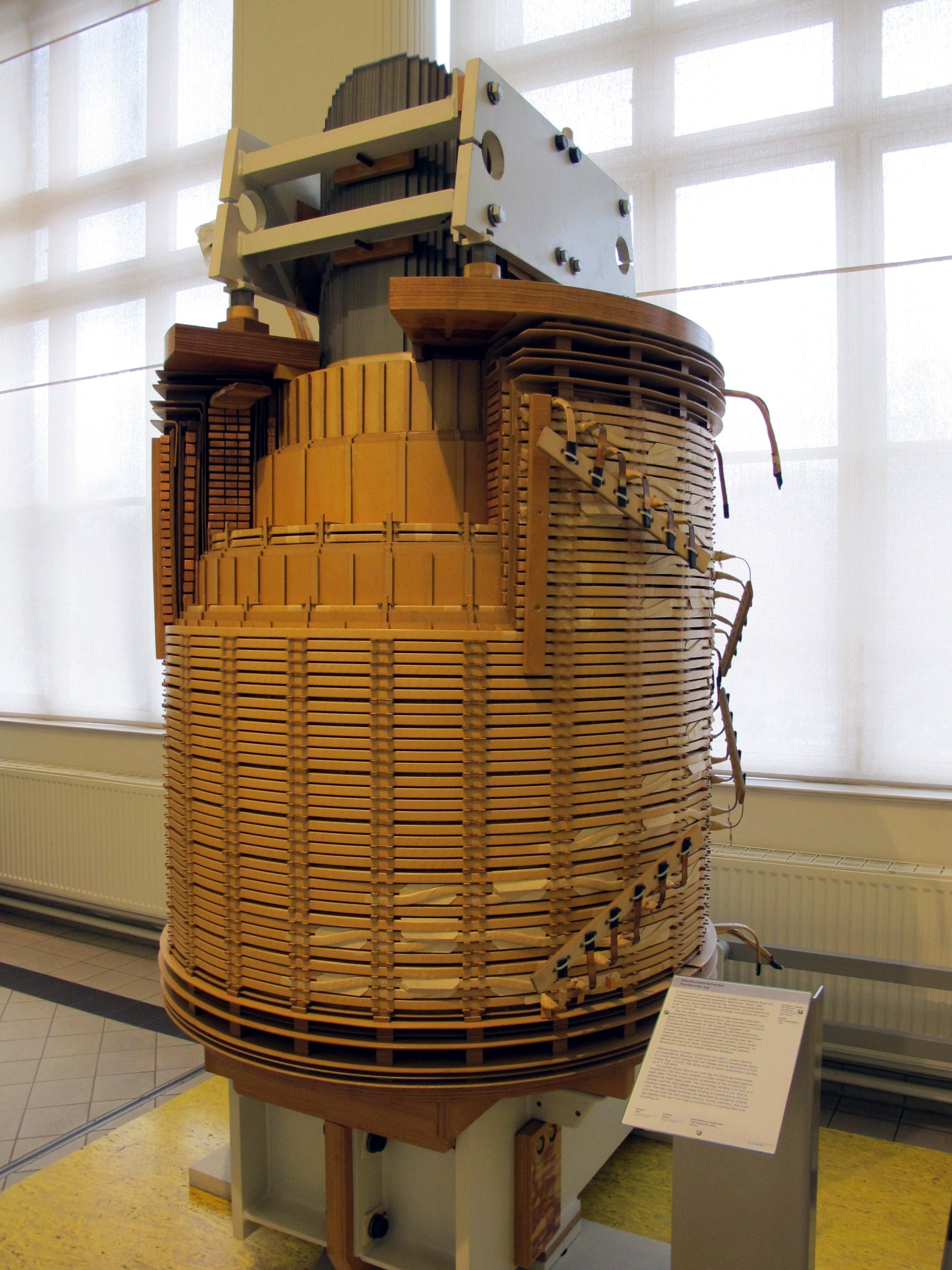
Les trois enroulements (primaire, secondaire, tertiaire) d'un transformateur découpés pour mieux en voir la constitution

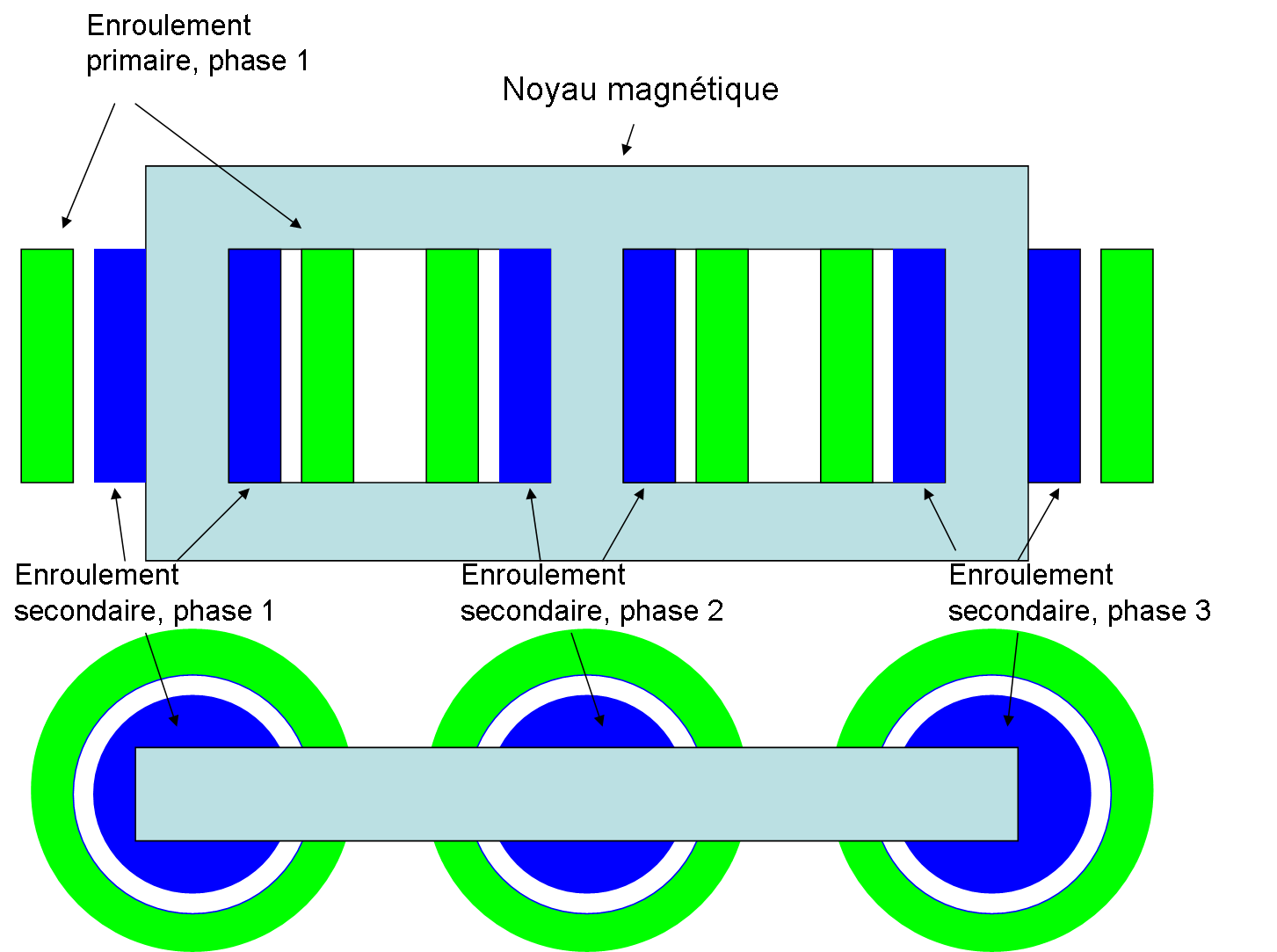
Disposition classique des enroulements autour du noyau magnétique

Un enroulement est l'« ensemble des spires formant un circuit associé à l'une des tensions pour lesquelles le transformateur a été établi ». Traditionnellement on appelle l'enroulement qui reçoit la puissance active de la source d'alimentation en service « enroulement primaire » et celui qui délivre la puissance active à une charge, « enroulement secondaire ». Ces termes ne sont pas significatifs de l'enroulement qui a la tension assignée la plus élevée et il convient de ne pas les utiliser sauf dans le contexte de la direction du flux de puissance active. Un autre enroulement du transformateur, ayant habituellement une puissance assignée inférieure à celle de l'enroulement secondaire, est alors souvent appelé « enroulement tertiaire ». Pour plus de clarté, il convient d'employer les termes enroulements haute tension (HT en français, HV en anglais), moyenne tension (MT) et basse tension (BT, LV) qui ne prêtent pas à confusion étant classés en fonction de leur niveau de tension.
Le rapport du nombre de spires entre primaire, secondaire et tertiaire détermine le rapport de conversion des tensions et des courants (cf Principe). Les enroulements sont quasiment toujours réalisés en cuivre, bien qu'on trouve également de l'aluminium pour des raisons de coût dans les transformateurs de faible puissance. Ces matériaux ont en effet d'excellente conduction électrique ce qui limite les pertes cuivres. La section de la bobine dépend du courant la traversant et détermine sa forme : jusqu'à 5 mm2 la section est ronde, au-delà rectangulaire avec un rapport 2:1. La principale contrainte à prendre en compte lors de la conception d'un enroulement est sa résistance au courant de court-circuit, il faut qu'il puisse évacuer la chaleur et ne casse pas sous l'effet de la contrainte mécanique. Les bobines (primaire, secondaire, tertiaire) sont enroulées de manière coaxiale autour des colonnes bobinées du noyau magnétique (voir illustration).
Les contraintes mécaniques croissant avec le nombre de spires, et décroissant avec le diamètre de celles-ci, on place le secondaire proche du noyau et le primaire à son extérieur afin de garder ces contraintes dans un domaine acceptable. Cette disposition limite également la demande d'isolation entre bobine et noyau magnétique, le secondaire ayant une tension inférieure au primaire. De plus, dans le cas où le transformateur possède un enroulement de réglage, celui-ci est connecté en général au primaire, cela présente de nombreux avantages: connexion plus facile, courant plus faible et pilotage à flux constant possible,.
Lorsque le courant devient conséquent il devient nécessaire d'utiliser plusieurs conducteurs branchés en parallèle pour former le câble. Il est alors nécessaire de s'assurer que les branches parallèles aient bien le même comportement électrique en les transposant régulièrement. Une solution technique est par exemple le câblage Röbel. On parle également de CTC, soit « câble continuellement transposé ». Cette technologie permet également une meilleure utilisation de l'espace et une réduction des courants de Foucault dans les enroulements.

### Isolation
L'isolation diélectrique, qu'elle soit solide ou liquide, doit permettre au transformateur de résister à la fois à la tension alternative en régime permanent et aux surtensions transitoires sans décharge électrique. Pour ce faire, elle doit homogénéiser le champ électrique dans le transformateur. L'isolation solide est constituée principalement de cellulose, celle liquide est normalement constituée d'huile (voir paragraphe suivant).

#### Huile
Les transformateurs de puissance sont traditionnellement remplis d'huile minérale spécifique. Elle permet l'isolation diélectrique des enroulements entre eux ainsi que le refroidissement du transformateur. Elle a en effet une rigidité diélectrique nettement supérieure à l'air par exemple : typiquement une huile minérale a une rigidité de 70 kV/2,5 mm soit 280 kV/cm alors que l'air n'est qu'à 24 kV/cm,, cela influe fortement sur le dimensionnement du transformateur. L'huile est un bon conducteur thermique, et sa circulation au travers de radiateurs permet d'évacuer la chaleur produite par les bobines et le circuit magnétique du transformateur. Elle doit posséder un haut niveau d'isolation diélectrique et un haut point d'inflammation pour permettre une exploitation en toute sécurité. L'huile perd de ses propriétés diélectriques avec le vieillissement, avant tout causé par la température. Pour limiter le phénomène on utilise des additifs antioxydants, on parle alors d'huile inhibée, dans le cas contraire d'huile non inhibée,. Par ailleurs, elles ne doivent pas contenir de soufre car c'est un matériau qui a des propriétés corrosives. L'humidité et les impuretés font décroître également la rigidité électrique de l'huile, il est donc important d'avoir une huile pure et sèche.
Ces dernières années ont vu l'apparition d'huile de substitution : huile de silicone, ester synthétique et ester naturel. Les huiles minérales se voient en effet reprocher la pollution qu'elles entraînent en cas de fuite, les esters sont biodégradables, les huiles de silicones sont inertes. Par ailleurs, les huiles alternatives ont un point de flamme presque deux fois plus élevé que les huiles minérales, de l'ordre de 300 °C au lieu de 150 °C, ce qui réduit le risque d'explosion des transformateurs de puissance.
Les huiles de silicone ont un très bon comportement vis-à-vis du vieillissement. Les esters sont eux de moins bon conducteurs thermiques que l'huile minérale. Le coût des esters et des huiles de silicone est également nettement supérieur à celui de l'huile minérale.
Pour éviter de graves conséquences écologiques en cas de fuite d'huile, un bac de rétention est installé sous les transformateurs.

#### Isolation papier

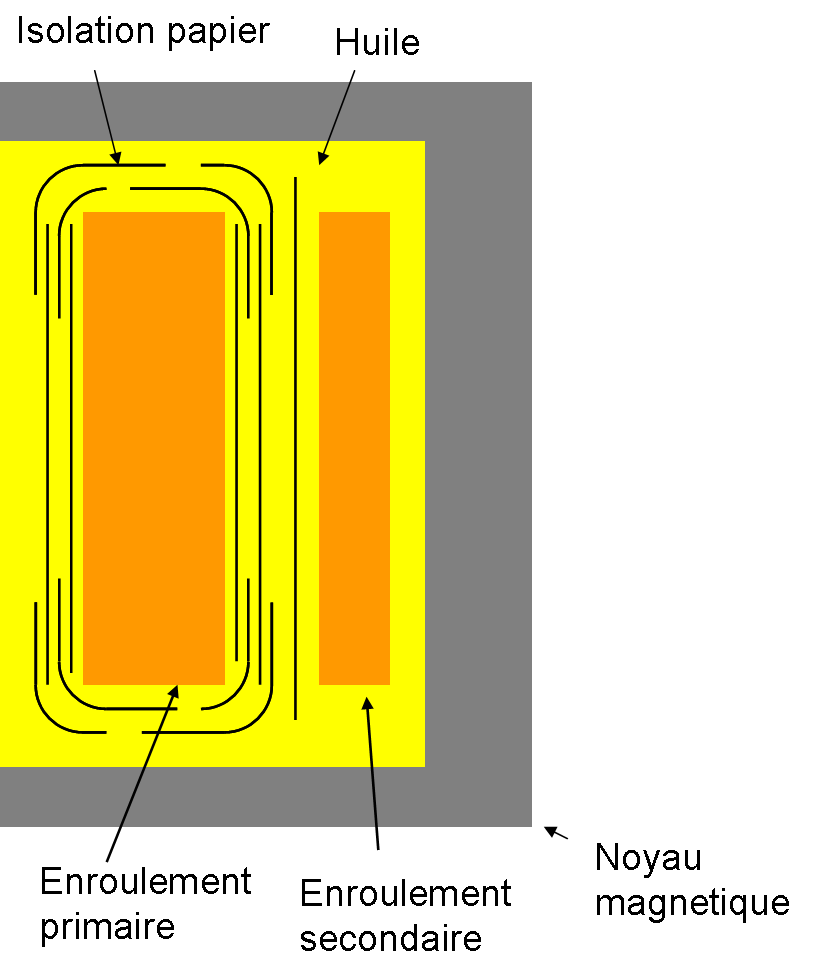
Exemple d'un système d'isolation typique avec des barrières en papier séparées par de l'huile

L'isolation papier est réalisée à l'aide de couches de papier superposées, imprégnées d'huile puis séchées. Les pores du papier atteignent alors une grande rigidité diélectrique, des pertes diélectriques faibles et une constante diélectrique proche de celle de l'huile. Il est à noter que le papier associé à l'huile a de bien meilleures propriétés diélectriques que le papier ou l'huile séparément. La présence d'humidité dans l'isolation est très néfaste pour ses propriétés.
Cette isolation est ensuite disposée dans le transformateur entre les enroulements et la cuve en suivant la technique des barrières, c'est-à-dire que de fines couches d'isolation sont alternées avec de l'huile (voir schéma). La partie centrale est simplement constituée de cylindres concentriques, la contrainte électrique étant purement radiale. L'extrémité des enroulements et le flux de fuite en résultant rendent la partie supérieure plus technique, la solution consiste à alterner des couches « pétales » espacées entre elles d'environ 8 cm. Auparavant cette partie supérieure faisait des angles droits avec les cylindres centraux, depuis des parties moulées épousent mieux les équipotentielles grâce à leurs formes arrondies.
Elle est particulièrement sensible à la température et ne supporte pas des températures supérieures à 120 °C. La qualité de l'isolation papier est caractérisée par un haut degré de polymérisation et de faibles décharges partielles. Le vieillissement de l'isolation, dû à la température notamment, se caractérise tout d'abord sur le plan mécanique, les propriétés diélectriques ne décroissent que bien après.
Il est à noter que les enroulements sont également entourés d'une fine bande de papier isolant afin d'isoler les différents bobinages en parallèle,. Au niveau axial, les enroulements sont isolés à l'aide de cales de papier pressé.
L'isolation papier a la propriété de pouvoir absorber une grande quantité d'humidité. Cela détériore ses propriétés diélectriques et augmente considérablement son volume. L'isolation doit donc être séchée avant d'être placée dans la cuve.
Cette opération menée avec de l'air à une température typiquement comprise entre 80 et 120 °C peut durer plusieurs jours pour les gros transformateurs, elle est conclue par une mise sous vide afin d'éliminer la vapeur restante dans les interstices du transformateur. Une autre technique répandue est celle de la phase-vapeur. Elle est privilégiée dans les années 2000 pour augmenter la rapidité du processus. Elle consiste, dans sa première phase, à pulvériser un liquide, par exemple du white spirit, sous forme de vapeur sur le transformateur à basse pression. Cette vapeur condense sur les parties actives. Ce faisant, elle relâche sa chaleur latente et les échauffe donc de l'intérieur. Il faut veiller à ce qu'elle ne dépasse pas une température d'environ 130 °C pour éviter d'endommager l'isolation. Quand cette température est atteinte, le white spirit et la vapeur d'eau sont pompées. Ensuite, un vide est créé dans le four. Pour faciliter le transport, les gros transformateurs de puissance sont vidés de leur huile pour le transport. Pour éviter que l'humidité ne s'infiltre, ils sont alors remplis soit d'air sec soit d'azote légèrement surpressurisés.

### Cuve
Les cuves des transformateurs sont faites de tôles d'acier. Elles doivent pouvoir résister aux forces exercées lors du transport du transformateur. Leur couvercle est amovible et scellé grâce à des boulons ou une soudure. Il est incliné d'au moins 1° afin d'évacuer les eaux de pluie. Afin de garantir l'étanchéité, des joints en caoutchouc synthétique sont utilisés. L'étanchéité doit être parfaite, la cuve est testée sous vide pour contrôler ce point. Par ailleurs, pour résister aux conditions extérieures les cuves sont peintes à l'aide d'un revêtement résistant à la corrosion.
Par ailleurs pour les transformateurs de forte puissance, le flux de fuite devient assez important, pour éviter un échauffement trop important des enroulements ou de la cuve, liés au courant de Foucault s'induisant en leurs seins, des écrans sont placés à l'intérieur des parois de la cuve. Ceux-ci conduisent le flux et évitent ainsi son passage dans les autres parties et ainsi leur échauffement par courant de Foucault. Comme pour les circuits magnétiques, afin d'éviter la circulation du courant, il est important qu'ils ne soient mis à la terre qu'en un point.

### Le système de refroidissement

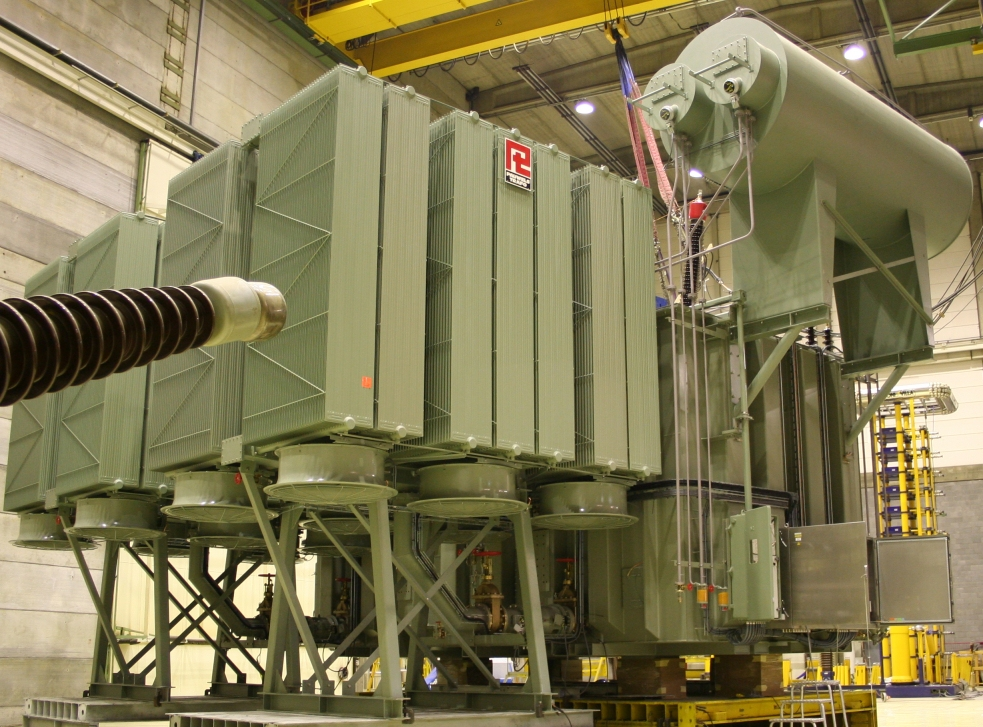
Au premier plan, le banc de radiateur avec des ventilateurs dessous

Le système de refroidissement d'un transformateur a pour but de maintenir les températures des enroulements et de l'isolant (huile par exemple) à des niveaux acceptables. Le choix du mode de refroidissement se fait en particulier en fonction des paramètres suivants :
- pertes à évacuer
- température ambiante extérieure
- contraintes de bruit
- contraintes dimensionnelles limitant la taille du transformateur
- et bien sûr le coût.

Un système de refroidissement est caractérisé par un code de quatre lettres. La première lettre désigne le fluide de refroidissement interne : O pour l'huile minérale (99 % des cas), K pour les liquides isolant ayant un point de feu>300 °C, L pour les liquides à point de feu non mesurable. La seconde lettre désigne le mode de circulation du fluide de refroidissement interne : N pour naturel, F pour forcé (présence d'une pompe, mais l'huile circule librement), D pour forcé et dirigé (pompe et l'huile est forcée et dirigée à travers les enroulements). La troisième lettre indique le fluide de refroidissement externe : A pour air, W pour eau. Enfin la quatrième lettre désigne le mode de circulation du fluide de refroidissement externe : N pour naturel, F pour forcé (ventilateurs).
Ainsi le mode de refroidissement le plus simple est le ONAN. Concrètement l'huile colporte la chaleur vers l'extérieur du transformateur et est refroidie à l'intérieur du radiateur, qui évacue la chaleur par convection. Des ventilateurs permettent d'augmenter cette dernière.
Il faut comprendre que même si les transformateurs de puissance ont des rendements allant de 99,5 à 99,8 %, les puissances les traversant sont tellement grandes que les pertes représentent dans l'absolu de grandes valeurs. Ainsi pour un transformateur de 800 MVA, on a, avec 99,8 % de rendement, des pertes de 1,6 MW, sous forme de chaleur difficile à évacuer.
Les PCB ont été longtemps utilisés, mais depuis leur interdiction en 1987, on utilise essentiellement de l'huile minérale, ou parfois aussi l'air ambiant pour des puissances inférieures à 1 000 kVA (transformateurs « secs »).
Des canaux permettant la circulation de l'huile sont aménagés dans le noyau et les enroulements afin de permettre l'évacuation de leur chaleur.

## Conception
La conception d'un transformateur vise à optimiser son coût, son poids, sa taille tout en garantissant son bon fonctionnement et en respectant le cahier des charges. Ce dernier peut imposer des limites quant aux pertes, aux échauffements, au flux, aux dimensions... Cette optimisation est aidée par l'emploi d'outils informatiques, en particulier des logiciels à éléments finis.

## Éléments à prendre en compte lors de la conception

### Température
Une température trop élevée à l'intérieur du transformateur, qu'elle soit provoquée par les pertes cuivre ou fer, accélère le vieillissement de l'isolation. Celle-ci déterminant la durée de vie du transformateur, il est particulièrement important de connaître la température maximale qu'atteignent les différentes parties du transformateur, à savoir : enroulement, huile, isolation. La durée de vie du transformateur est de l'ordre de 20 ans ou de 30 ans selon les sources, la charge durant son exploitation influence fortement cette valeur.
Le point le plus chaud des enroulements appelé « point chaud, », se trouve en général dans la partie haute de ceux-ci. Il est en général difficile de déterminer son emplacement avec précision. La norme CEI définit des valeurs maximales d'échauffement pour l'huile et les enroulements.
Par ailleurs, lors d'un événement de court-circuit la température des enroulements augmente subitement à cause du fort courant apparaissant pour une durée de 1 s maximum. Cette durée est très faible en comparaison des constantes de temps thermiques, la chaleur n'a pas le temps de s'évacuer dans l'isolation. Pour avoir un ordre de grandeur, l'huile a une constante de temps comprise entre 4 et 6 heures, tandis que pour les enroulements elle varie entre 2 et 6 minutes.Il faut donc qu'à la fois les enroulements et l'isolation adjacente soient prévus pour résister à ces pics de température de courte durée.
La norme 60076-5 prévoit que les enroulements de cuivre ne doivent pas dépasser les 250 °C, ceux d'aluminium les 200 °C,.

### Contraintes mécaniques

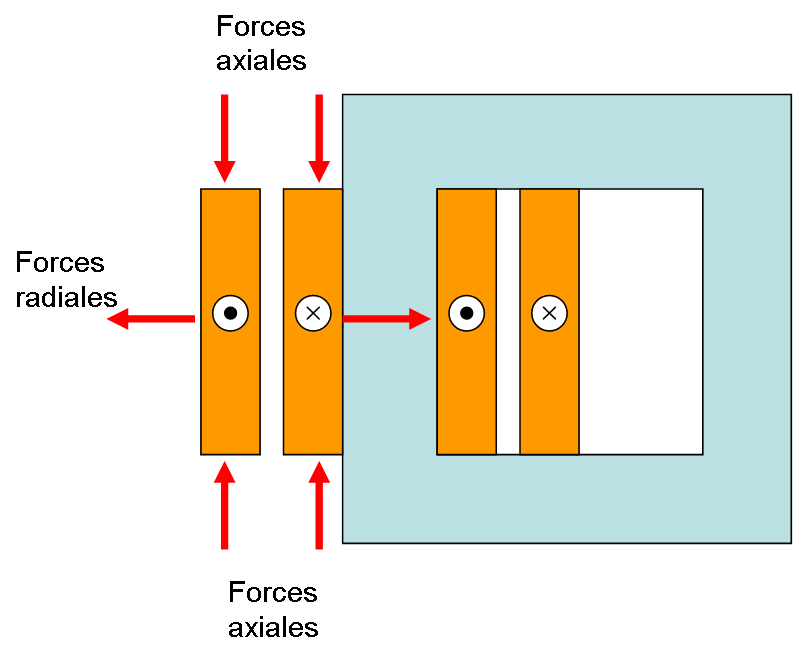
Contraintes mécaniques sur les enroulements du transformateur

Le courant circulant dans les bobines combinées aux champs magnétiques de fuite qu'elles génèrent induisent des forces de Laplace sur les enroulements. Ces forces sont proportionnelles au carré de l'intensité parcourant les enroulements. Elles sont à la fois radiales, elles écartent les enroulements les uns des autres, et axiales, elles compressent les enroulements (voir figure).
Lors d'un événement de type court-circuit, le courant devient particulièrement élevé, de 8 à 10 fois le courant nominal pour les gros transformateurs, plus pour les petits. Les forces s'exerçant sont donc alors 64 à 100 fois plus élevées qu'en fonctionnement normal. Cela doit être pris en considération lors de leurs dimensionnements.
La bonne symétrie du transformateur est également déterminante dans le calcul des contraintes mécaniques, un décalage même faible entre les enroulements cause une forte augmentation des contraintes mécaniques.

### État transitoire

#### Surtension

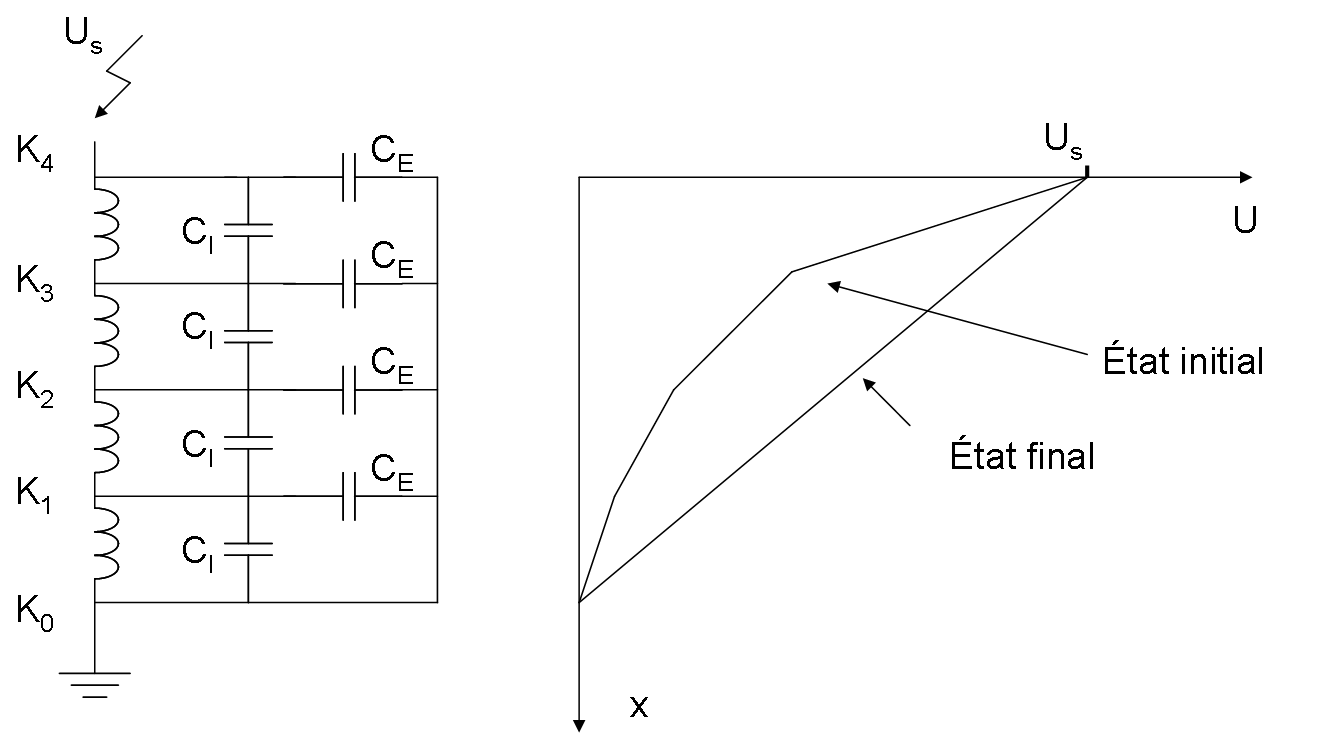
Schéma équivalent d'un transformateur en état transitoire et répartition de la tension dans les enroulements

La foudre tombant sur les lignes ou d'autres événements comme l'ouverture ou la fermeture de disjoncteurs dans le réseau peuvent causer des surtensions aux bornes des enroulements du transformateur. Dans ce cas, les phénomènes impliquant des fréquences de l'ordre du kHz au MHz, une modélisation du transformateur uniquement inductive, dans laquelle la tension est également répartie dans l'ensemble de l'enroulement, n'est plus possible, il est nécessaire de prendre en compte les capacités parasites qui existent entre les enroulements avec, d'une part, la terre ({\displaystyle C_{E}} ici), et de l'autre le conducteur ({\displaystyle C_{L}} ici).
Si ces capacités sont du même ordre de grandeur, on obtient une répartition de tension non régulière au moment de la surtension : la tension aux bornes des éléments proches de la ligne est beaucoup plus élevée que celle des éléments proches de la terre. Cela contraint fortement les enroulements proches du conducteur,.
Pour limiter l'impact de ces surtensions, des parafoudres sont fréquemment placés sur les lignes menant aux transformateurs, ils permettent d'abaisser la valeur maximale de la tension apparaissant aux bornes des bobines. On utilise parfois des parafoudres à l'intérieur de la cuve du transformateur pour maîtriser les surtensions, mais cette pratique est contestée, la maintenance du parafoudre étant problématique.
La méthode de bobinage a également une importance déterminante dans le comportement capacitif de ceux-ci. Diverses méthodes détaillées dans le paragraphe enroulements permettent de faire augmenter la capacité en série,,.
Une autre cause de surtension peut être le comportement résonant du circuit en particulier si le transformateur est relié à un câble. En effet, un transformateur est électriquement parlant une bobine, tandis qu'un câble a un comportement principalement capacitif. On peut donc avoir la formation d'une surtension de plusieurs fois la tension nominale au moment de la connexion. Pour l'éviter, une étude approfondie doit être réalisée lors de la conception du transformateur.

#### Saturation transitoire et courants d'enclenchement
Quand un transformateur est soudainement enclenché sous la pleine tension du réseau, un phénomène de saturation aléatoire peut se produire. On l'appelle « courant d'enclenchement ». La tension au moment de l'enclenchement et la présence ou non d'un flux rémanent déterminent l'occurrence et l'intensité du phénomène. Le pire cas est celui où le transformateur est connecté quand la tension est nulle avec un flux rémanent important dans le circuit magnétique. Pour le démontrer, il suffit d'utiliser la loi de Faraday liant le flux et la tension ; en intégrant la tension on obtient le flux à une constante près, cette constante étant déterminée par le flux et par le niveau de tension à l'instant initial. Le meilleur cas est celui où le transformateur est connecté quand la tension est maximale,.
Pour réduire ce phénomène on peut :
- Connecter tout d'abord les enroulements les plus éloignés du noyau, moins sujets au phénomène[141].
- Augmenter la résistance du circuit au moment de l'enclenchement grâce à des résistances d'insertion[141]. ce procédé est tombé en désuétude car les disjoncteurs modernes sont rarement équipés de résistance d'enclenchement.
- prévoir un « synchroniseur » permettant d'optimiser les instants de fermeture des 3 phases pour limiter le courant d'enclenchement[142].

Un élément caractéristique des courants d'enclenchement est qu'ils rendent la forme d'onde riche en harmoniques de rang 2.

### Bruit
La déformation du noyau magnétique dû au phénomène de magnétostriction est proportionnelle à la valeur du champ magnétique B au carré. Pour cette raison, le bruit émis par le transformateur a une fréquence fondamentale double de celle du réseau donc 100 Hz. Les premières harmoniques sont également émises. À cause de cette proportionnalité, un bon moyen de réduire le bruit d'un transformateur est d'en diminuer l'induction; cela a pour contrepartie un agrandissement du transformateur, et donc une augmentation de son prix. Une tôle à grains orientés de bonne qualité a également un effet positif. Le bruit des pompes peut être négligé dans le calcul du bruit total d'un transformateur. Par contre, dans le cas d'un refroidissement à air forcé, le bruit des ventilateurs doit être pris en compte. Il est donc également avantageux si on veut réduire les nuisances sonores soit d'utiliser des ventilateurs à faible bruit, ou plutôt d'adopter un refroidissement à circulation d'air naturelle (voir système de refroidissement).
Plusieurs mesures du niveau de bruit peuvent être envisagées : par la puissance acoustique, par l'intensité acoustique et par la pression acoustique abréviées couramment respectivement par les notations {\displaystyle L_{W}}, {\displaystyle L_{I}}, {\displaystyle L_{P}}. Pour prendre en compte la manière dont l'oreille humaine perçoit les sons, une pondération peut être utilisée, on note alors le niveau de bruit en {\displaystyle L_{WA}}. Le choix de la mesure dépend du matériel à sa disposition et des habitudes du fournisseur ou du client. Pour prendre en compte les réflexions dans le laboratoire de mesure, les valeurs des puissances et des pressions acoustiques doivent être corrigées à l'aide d'un facteur K. Les mesures d'intensités ne doivent pas être corrigées.
Si l'induction du transformateur ne peut être réduite, et que le transformateur dépasse alors les limites autorisées par les organismes gouvernementaux, il faut alors envisager la construction de murs d'insonorisation autour du transformateur, ou dans les cas les plus critiques d'un caisson autour du transformateur pour amortir le bruit.
Dans certains cas, par exemple pour les transformateurs utilisés dans les installations de transmission en courant continu ou pour les transformateurs situés proche des pôles (phénomène des courants induits géomagnétiquement), la composante continue du courant doit être également prise en compte dans le calcul du bruit. Elle se somme en effet au courant de magnétisation ce qui fait entrer le noyau magnétique en saturation ce qui augmente de manière importante non seulement le niveau de bruit, mais également les pertes à vide. Quelques ampères peuvent à eux seuls faire augmenter le bruit total de plusieurs dizaines de décibels,,.

### Contraintes de transport

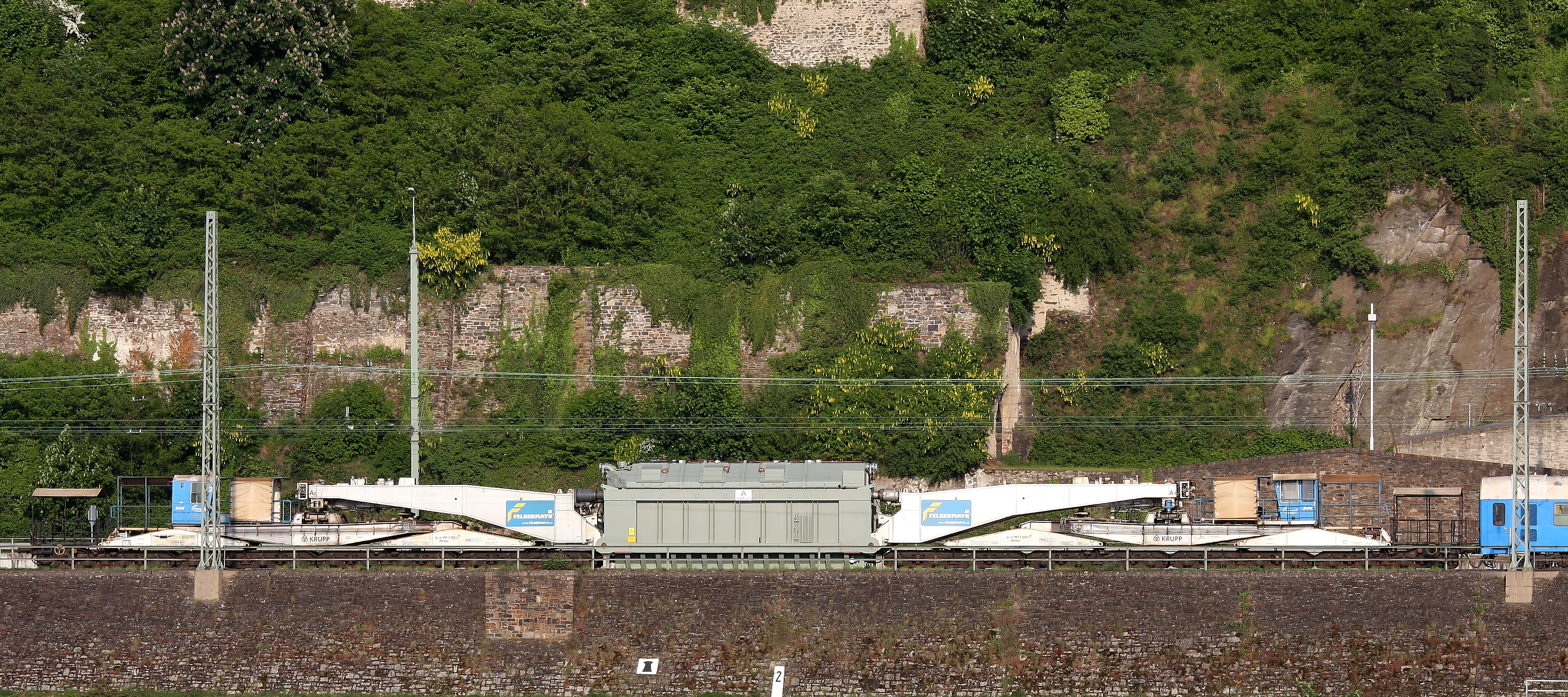
Transport d'un transformateur par wagon pour transports exceptionnels

Comme déjà évoqué, la taille des transformateurs croit avec leur puissance apparente. Il en va de même pour leur poids. Ainsi un transformateur de distribution sec de 100 kVA a typiquement un poids d'environ 650 kg, un de 2,5 MVA fait entre 6 et 6,8 tonnes.
Le poids et les dimensions des transformateurs doivent être divisés en deux catégories : monté et pour le transport, ainsi ils sont en général transportés sans huile (mais sous azote, ou air sec, légèrement surpressurisés pour empêcher l'entrée d'humidité) pour limiter la charge, les traversées isolées, les dômes, et les radiateurs sont également transportés séparément ce qui change fortement les dimensions. Afin de permettre le transport, sa manutention et le stockage des transformateurs, des anneaux de levage, des trous de halage sur châssis et de points de levage pour mise sur vérins sont prévus.
Le poids et les dimensions des transformateurs sont limités par les capacités de transport. La hauteur est ainsi limitée par la hauteur de tunnel et sous les ponts à franchir, par exemple 4,87 m au Royaume-Uni, le poids des capacités des véhicules et par la capacité des ponts à franchir. Les gros transformateurs d'une puissance de 750 MVA ont un poids d'environ 410 tonnes. Le transport par rail est le plus courant, mais est limité au niveau des dimensions et du poids, ces limites dépendent des réseaux ferroviaires, aux États-Unis elle est d'environ 100 tonnes. Au-delà, il faut utiliser les voies fluviales combinées à la route au moyen de convois exceptionnels. Sur route et sur rails, des remorques spéciales peuvent être utilisées pour limiter la hauteur de l'ensemble et passer ainsi sous les ponts. Malgré toutes ces mesures, le transport peut rester un obstacle majeur, ainsi pour la construction de ligne HVDC de 1 100 kV, l'exploitant du réseau électrique chinois SGC pense transporter les transformateurs en pièces détachées et les assembler sur place, ce qui pose de nombreux problèmes,.

## Composants associés au transformateur de puissance

### Introduction

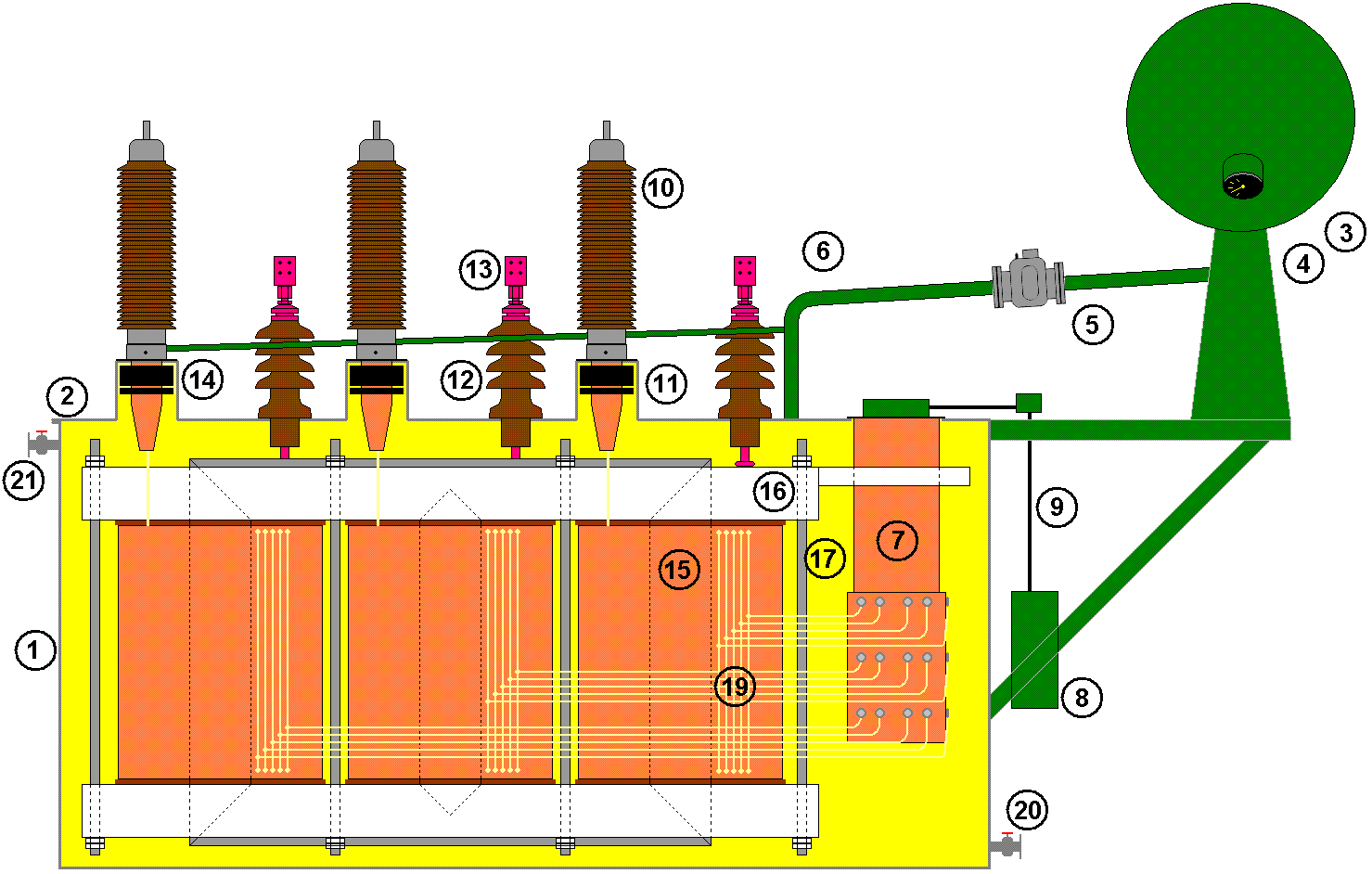
Liste des parties et composants constituant un transformateur de puissance

En plus de son noyau magnétique, de ses enroulements et de son isolation, un transformateur dispose de nombreux composants secondaires. Certains sont indispensables comme un dispositif permettant la dilatation de l'huile (le conservateur est présenté ici), d'autres ne le sont pas comme le changeur de prises. Ceux présentés ici correspondent à un transformateur de puissance « classique ».
Sur le schéma ci-contre sont représentés :
1. Cuve
2. Couvercle
3. Conservateur
4. Indicateur de niveau d'huile
5. Relais Buchholz
6. Tuyau d'huile
7. Changeur de prises
8. Moteur électrique du changeur de prises
9. Transmission mécanique du changeur de prises
10. Traversée du primaire, avec connexion à son extrémité
11. Dôme avec transformateurs de courant à l'intérieur
12. Traversée du secondaire
13. Connexion du secondaire avec l'extérieur
14. Dôme avec transformateurs de courant à l'intérieur
15. Enroulements
16. Noyau magnétique
17. Élément mécanique maintenant le noyau magnétique et les enroulements ensemble exerçant une force de compression
18. (non représenté)
19. Connexion du changeur de prises aux enroulements
20. Robinet d'huile
21. Robinet d'air

On peut y ajouter l'huile, l'isolation papier et le système de refroidissement qui ne sont pas représentés. Des parafoudres sont présents au niveau des connexions avec les lignes comme déjà évoqué au chapitre surtension.

### Changeur de prises

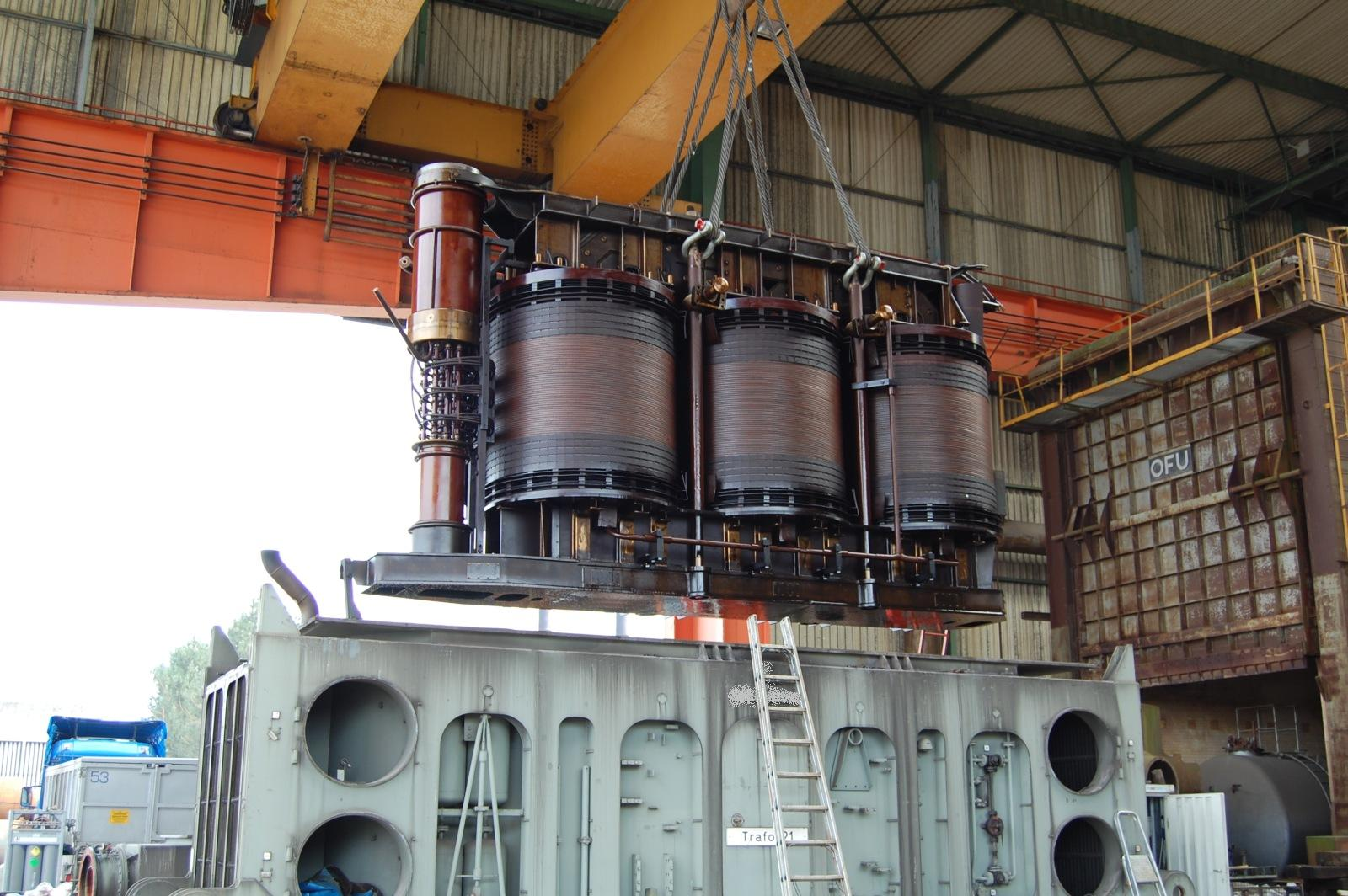
Enroulements d'un transformateur triphasé sorti de sa cuve, à gauche des trois enroulements on peut voir le changeur de prises

Le changeur de prises permet au transformateur de faire varier son rapport de conversion en jouant sur la valeur de l'inductance de ses enroulements (au primaire ou au secondaire). Cela permet de régler le niveau de tension du réseau électrique,.
Il est situé en général sur le côté du transformateur et dispose d'une cuve d'huile séparée. Les arcs électriques se produisant lors de la commutation des prises décomposent en effet l'huile et nuisent aux propriétés diélectriques de celle-ci, il est donc nécessaire de ne pas la mélanger avec l'huile saine,.

### Conservateur
Le conservateur est un réservoir d'huile surplombant le transformateur. La température de l'huile n'étant pas constante : elle dépend de la température extérieure et de la charge du transformateur, elle se dilate plus ou moins selon les circonstances. Ainsi une augmentation de la température de 100 °C entraîne une augmentation du volume d'huile de l'ordre de 7 à 10 %. Il est donc nécessaire en cas de forte température de stocker le surplus, dans le cas des transformateurs dit « respirants » ce rôle est rempli par le conservateur.
Ce cylindre métallique peut être séparé en deux parties distinctes à l'aide d'une membrane de caoutchouc, dit « diaphragme », d'un côté l'huile du transformateur, de l'autre de l'air sec (de l'humidité pourrait avec le temps traverser la membrane et dégrader les propriétés diélectriques de l'huile). Parfois l'huile est directement en contact avec l'air. Celui-ci est rendu sec grâce à un dessiccateur se trouvant entre la poche d'air et l'extérieur. L'huile peut donc monter ou descendre dans le conservateur sans être en contact avec l'air,.
Des solutions alternatives au conservateur existent. On peut par exemple remplir le sommet du transformateur d'un gaz neutre pour l'huile. On peut également concevoir les radiateurs de refroidissement de manière qu'ils adaptent leur taille en fonction de la température, comme le fait Alstom pour des transformateurs de moyenne puissance : 10 à 136 MVA,,. On parle alors de transformateur « hermétique ». Ce système est répandu pour les transformateurs de distribution.

### Traversées

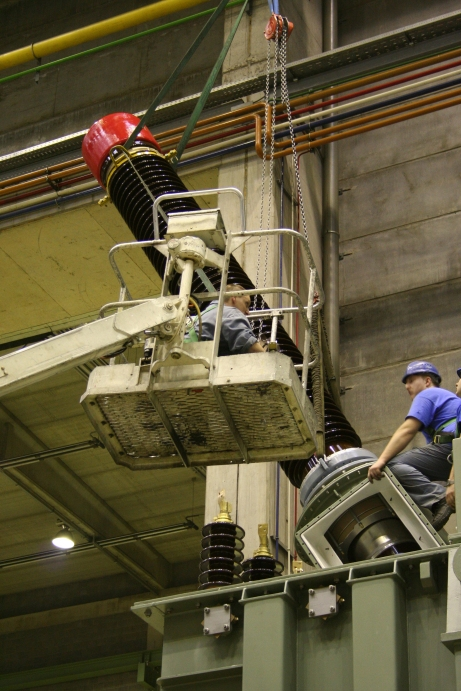
Traversée d'un transformateur

Les traversées permettent de lier les enroulements du transformateur aux lignes électriques sans risque de décharge électrique entre les phases et la cuve du transformateur qui est à la terre.
Il existe également des systèmes de raccordement direct des transformateurs de puissance sur poste électrique sous enveloppe métallique, ainsi que des liaisons transformateur - câbles.

### Transformateur de courant

Schéma de principe d'un transformateur de courant avec une seule spire au primaire

Un transformateur peut être équipé de transformateurs de courant placés dans les dômes des traversées (c'est-à-dire à leur pied). Sur les transformateurs de grande puissance, il y a souvent un transformateur de courant de mesure par phase, et plusieurs de protection pour chaque phase et le neutre. Les transformateurs de courant de mesure permettent de mesurer le courant traversant le transformateur. Ceux de protection donnent des informations aux protections. Ils peuvent mesurer le courant avec une bonne précision même lorsque celui-ci dépasse de plusieurs facteurs d'ordre le courant nominal contrairement aux transformateurs de mesures qui ne sont précis que pour des valeurs proches de la valeur nominale. Un enroulement est souvent prévu pour brancher un système dit « image thermique » qui permet d'évaluer les échauffements des enroulements.

### Capteurs divers
De très nombreux capteurs sont montés sur le transformateur de puissance pour collecter tout un ensemble de paramètres pouvant devenir critiques. Des systèmes électroniques modernes peuvent ensuite centraliser les informations pour les interpréter, les transmettre à l'exploitant et au besoin déclencher alarmes et systèmes de protection.
La température de l'huile est mesurée en haut de la cuve. On distingue les thermomètres à cadran pouvant utiliser un ressort de Bourdon par exemple et les transducteurs qui fournissent les informations à distance comme les thermomètres à résistance de platine (PT100),,,. La température ambiante est mesurée autour du transformateur. La température moyenne des enroulements est mesurée de manière indirecte au moyen d'une « image thermique », il est constitué d'une résistance reliée au secondaire d'un transformateur de courant, son échauffement est alors proportionnelle à celui de l'enroulement principal.
Plusieurs sondes reliées grâce à des fibres optiques peuvent permettre de mesurer la température du point chaud.
La pression à l'intérieur du transformateur peut également être contrôlée.
Le débit d'huile dans les radiateurs est mesuré. Le niveau d'huile dans la cuve est mesuré.
Une mesure de l'humidité de l'huile peut également être réalisée,.
Par ailleurs, les détecteurs de gaz dans l'huile gagnent depuis les années 1980 une importance toujours plus grande parmi les transformateurs. Ils peuvent fonctionner selon plusieurs principes : à chromatographie en phase gazeuse, à spectrographie photo-acoustique, à pile à combustible ou utilisant la conductivité thermique. Les deux dernières technologies utilisent une membrane pour séparer le gaz de l'huile. Celle à pile à combustible brûle les gaz extraits et produit ainsi un courant qui peut être mesuré. Elle a l'avantage d'être compacte et peu onéreuse, par contre il est difficile de différencier quel gaz est présent dans le transformateur et les gaz non combustibles ne sont pas détectés. Dans la méthode, par conductivité thermique l'hydrogène est extrait de l'huile par capillarité, sa concentration est ensuite mesurée grâce à la conductivité thermique. L'avantage de cette méthode est qu'elle mesure en parallèle l'humidité, qui est également un paramètre important.
Plus récemment des modèles dit « multi-gaz » reprennent le principe de la chromatographie, technique utilisée principalement en laboratoire pour faire l'analyse des gaz dissous (voir ci-dessous) pour mesurer avec précision l'ensemble des gaz présents dans l'huile. Cette technique est précise mais onéreuse, ce qui limite pour l'instant son usage aux transformateurs les plus puissants ou les plus critiques.
Enfin la spectrographie photo-acoustique mesure l'onde sonore produite quand on irradie brutalement un gaz à l'aide de rayonnements tels que des infrarouges. Elle est globalement moins chère que la précédente et ne nécessite pas de calibration,.

## Défauts et Protections

### Défauts
Les défauts dans les transformateurs sont de quatre types : les surcharges, les courts-circuits, les défauts à la masse et les surfluxages. Dans le premier cas, l'intensité traversant le transformateur devient trop grande, ce qui conduit à une augmentation de la température interne du transformateur ce qui est nuisible à la durée de vie.
Les courts-circuits sont eux de deux types : interne et externe. Les premiers sont dus à des arcs entre les enroulements, ils entraînent une dégradation rapide de l'huile et la formation de gaz qui peuvent mener à des incendies ou à l'explosion du transformateur. Les seconds entraînent principalement une forte contrainte mécanique sur les enroulements et peuvent s'ils sont prolongés mener à un court-circuit interne.
Les défauts à la masse sont comparables aux courts-circuits internes avec une connexion entre le bobinage et le noyau ou la cuve. Un autre défaut à éliminer est le surfluxage, c'est-à-dire une hausse du flux magnétique dans le noyau de fer du transformateur. Il est causé soit par une surtension, soit par une baisse de la tension.
Dans tous les cas, si un défaut est détecté, il convient de déconnecter au plus vite le transformateur. Concrètement un relais envoie un ordre d'ouverture (de déclenchement) au disjoncteur relié au transformateur.

### Protection

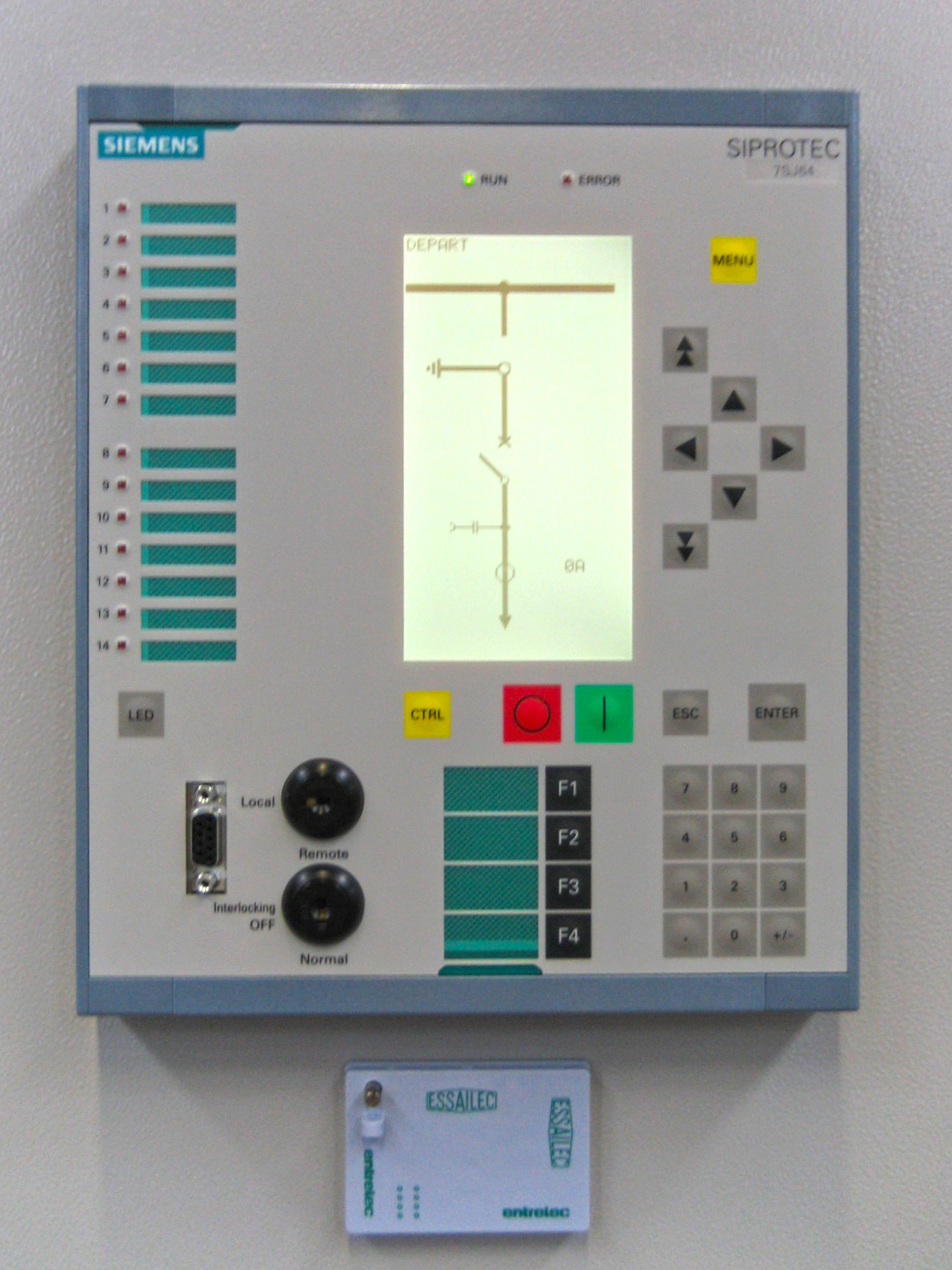
Système de protection moderne

Pour la protection contre les surcharges, des protections à maximum de courant de phase temporisées (code ANSI 51) ou des protections à image thermique (code 49RMS) sont utilisées. Un capteur de débit d'huile permet de s'assurer de la bonne circulation de l'huile dans le circuit de refroidissement.
Pour les courts-circuits, des relais Buchholz sont utilisés dans le cas des transformateurs respirants. Pour les transformateurs hermétiques, des détecteurs de gaz et de pression sont utilisés. Par ailleurs une protection différentielle (87T) mesure, par l'intermédiaire des transformateurs de courant comme toutes les protections liées au courant, la différence entre les courants entrants dans le transformateur et ceux en sortant et protège le transformateur contre les courts-circuits entre phases. Ces protections peuvent être également capables de détecter les défauts entre spires. Par ailleurs, une protection à maximum de courant de phase instantanée (50) protège des courts-circuits violents au primaire. Pour éviter un déclenchement abusif lors de la connexion du transformateur à cause des courants d'enclenchement, un système mesurant en général la 2e harmonique, caractéristique de la saturation du noyau magnétique, « bloque » (empêche le déclenchement) les protections différentielles et de maximum de courant.
Pour les défauts de masse, la première solution est de mesurer le courant homopolaire (51). Une autre solution, dite protection de terre restreinte (64REF ou 87N), compare le courant dans la connexion au neutre et la somme des courants dans les phases. On peut la ranger avec les protections différentielles. On peut également isoler la cuve du transformateur de la masse, et mesurer le courant dans la connexion reliant la cuve et la masse : on parle alors de protection masse-cuve (50N). Si ce courant devient trop important, le transformateur déclenche, cette protection est donc fondamentalement une protection à maximum de courant.
Pour détecter le surfluxage, la mesure de la 5e harmonique du courant est en général utilisée. Le flux est directement proportionnel au rapport tension sur fréquence, si le phénomène devient trop fort, il faut déconnecter le transformateur. Cette protection porte le numéro de code 24. De manière similaire une protection contre les surtensions (27), les soustensions (59) ou les sousfréquences (81) peuvent être utilisées,.

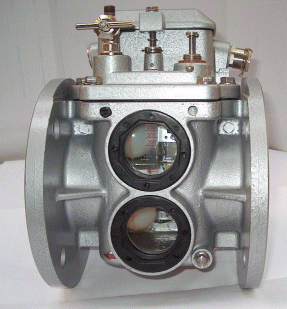
Relais Buchholz

Un relais Buchholz est un mécanisme se déclenchant quand une trop grande quantité de gaz est produite dans le transformateur, témoignant d'une décharge électrique dans l'huile. Il est placé entre la cuve d'huile et le conservateur, si le relais se déclenche le transformateur est déconnecté. Il ne se déclenche cependant que quand le défaut est déjà assez prononcé. Les relais à détection de montée de pression rapide servent comme leur nom l'indique à détecter un changement brutal de la pression interne du transformateur le déconnecter, ; des limiteurs de pression peuvent également être utilisés pour évacuer la surpression. Toutefois les trois systèmes précédemment cités ne sont pas assez rapide pour éviter l'explosion du transformateur en cas de défaut important et soudain. Pour protéger efficacement les transformateurs de puissance, un nouveau système dit à dépressurisation rapide a été développé en 2008. Quand un défaut apparaît, une onde de choc apparaît dans le transformateur, on parle de pression dynamique, le système s'active dès l'arrivée de cette onde, donc dans un temps proche de 20 ms alors que les autres systèmes doivent attendre la montée de la pression statique. Il évacue ensuite la pression et évite efficacement les explosions.
Enfin, les thermomètres mesurant la température de l'huile et des enroulements provoquent le déclenchement du transformateur si elles dépassent un certain seuil.
En général, les relais de protection ne font pas partie du transformateur, mais sont installés dans le système de protection du poste électrique.

## Tests

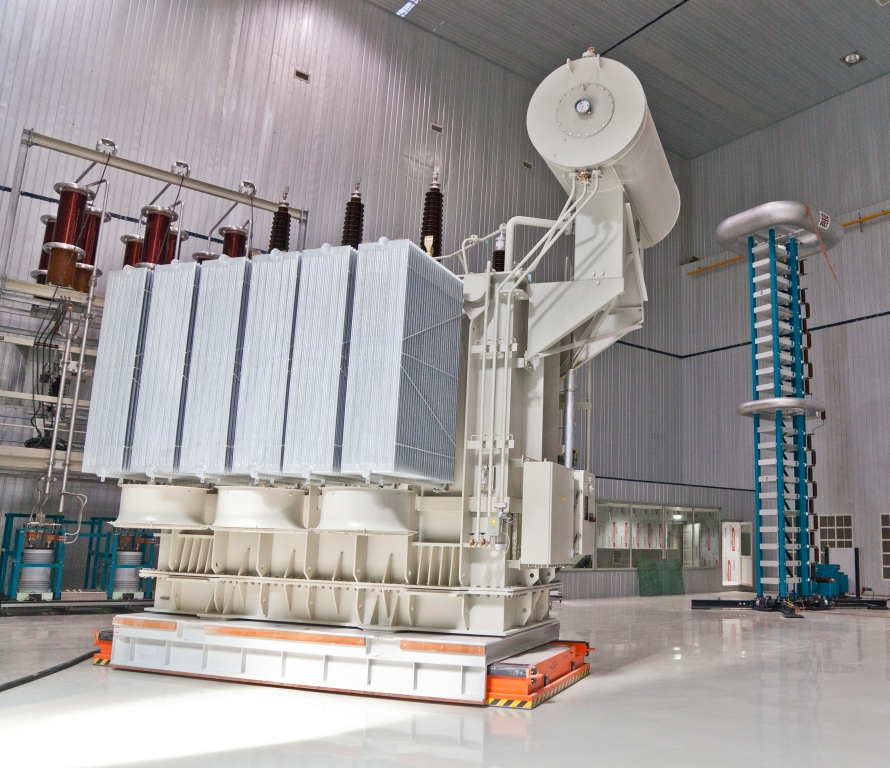
Transformateur de puissance haute tension Siemens au laboratoire d'essais. L'appareil de droite est un générateur Marx qui produit des impulsions à très haute tension simulant des éclairs.

Après leur fabrication, les transformateurs sont testés pour vérifier leur bonne qualité et la validité de la conception. Ces tests comportent diverses parties : les essais diélectriques, qui permettent de garantir la qualité de l'isolation diélectrique ; les mesures des pertes, des émissions sonores et des paramètres du transformateurs, c'est-à-dire la résistance des enroulements, l'impédance de court-circuit, la capacité entre les enroulements, entre enroulements et cuve, ainsi que les constantes thermiques et échauffements durant le fonctionnement du transformateur ; les vérifications du facteur de conversion, du couplage ; et les prises d'empreinte afin de procéder à des comparaisons plus tard lors de la vie du composant. Le détail des tests à effectuer est toujours le fruit d'un accord entre le constructeur et le client du transformateur.

## Maintenance et techniques de diagnostic

### Généralités
Un transformateur de puissance subit une dégradation avec le temps. Comme ce sont des appareils extrêmement coûteux, il est beaucoup moins onéreux de procéder à des analyses et maintenances régulières comparativement à ce que coûte une interruption de la fourniture d'énergie électrique à la suite d'une défaillance du transformateur. De par son importance dans les réseaux électriques et vu la difficulté de s'en passer, même pour une courte période, on tente d'éviter l'arrêt total d'un transformateur pour maintenance. Par ailleurs, à cause de ses dimensions et donc du coût de transport, un retour en usine systématique serait très problématique. Pour ces raisons, de nombreuses méthodes de diagnostic sur place ont été développées afin de contrôler l'état des transformateurs sans que cela n'ait trop d'incidences. Les diagnostics ont pour enjeu de déterminer la durée de vie restante du transformateur et ainsi de pouvoir anticiper leur remplacement.

### Techniques de diagnostic
Les quatre grandes familles de diagnostics avec leurs abréviations usuelles sont les suivantes : l'analyse des gaz dissous (DGA), l'analyse fréquentielle (FRA), les décharges partielles (PD) et méthodes impliquant des mécanismes de polarisation/relaxation (PDC). Elles ont chacune des fonctions distinctes et complémentaires.
L'analyse des gaz dissous, sous-entendu dans l'huile, est une méthode qui permet à partir de l'évaluation des proportions des différents gaz dissous dans l'huile de détecter la présence : de décharges partielles, de décharges électriques ou de surchauffes dans le transformateur. Elle est réalisée par prélèvements ponctuels d'huile sur les transformateurs, ou par un système de surveillance en ligne qui réalise alors l'analyse de manière régulière.
L'analyse furanique qu'on peut y associer consiste à rechercher dans l'huile la présence de furane, témoignant d'une dégradation de l'isolation et tout particulièrement du degré de polymérisation de la cellulose, une valeur en dessous de 150 est considérée comme critique pour le transformateur,.
L'analyse fréquentielle consiste à déterminer la réponse fréquentielle du transformateur sur une plage de fréquences allant de 1 kHz, à cause de la non-linéarité du noyau magnétique, jusqu'à 1 MHz, à cause du bruit environnant. Pour définir l'ensemble du spectre, les méthodes par balayage ou par impulsions peuvent être utilisées. La seconde utilise par la suite une transformation de Fourier rapide. Elle a l'avantage d'être plus rapide, mais est moins précise que la méthode par balayage. L'analyse des fonctions de transfert des différentes phases s'effectue en les comparant entre elles et/ou à une mesure antérieure permet de détecter la présence de défauts mécaniques dans les enroulements, à savoir : une déformation mécanique (voir contraintes mécaniques) ou un défaut d'isolation entre deux spires.
La mesure des décharges partielles permet de détecter des défauts dans l'isolation et de les localiser.
Les méthodes mettant en jeu les courants de polarisation et de dépolarisation consistent à polariser puis à dépolariser l'isolation afin d'en déduire son humidité. En effet, cette dernière influe sur les constantes de temps de charge et de décharge dans le cas où on assimile les phénomènes de polarisation à des charges et des décharges d'un condensateur (circuit RC).

### Systèmes de surveillance en ligne
La surveillance en ligne d'un transformateur de puissance consiste à rassembler tout un ensemble de paramètres caractéristiques de son état. Le premier objectif est de mieux planifier les périodes de maintenance des appareils électriques et ne faire de révision que si nécessaire. Le second est de mieux estimer le risque de panne de chaque unité. Pour les gestionnaires de réseau, cela a l'avantage également de faciliter leur gestion des actifs : l'espérance de vie effective d'un transformateur peut être évaluée de manière plus précise, son remplacement être mieux anticipé avec la commande d'une nouvelle pièce, les coûts en résultant planifiés.
Enfin, la surveillance en ligne permet de gérer de manière dynamique l'exploitation des composants électriques, c'est-à-dire de se préoccuper moins des données nominales pour lesquels ils ont été dimensionnés et plus des conditions d'exploitations effectives. Par exemple en cas de grand froid, on peut imaginer faire fonctionner le transformateur avec plus de charge, le refroidissement étant meilleur. Toutefois sans système de surveillance, cette surcharge acceptable est difficilement quantifiable.

## Types de transformateurs

### Transformateurs de transmission
Les transformateurs de transmission sont utilisés dans le réseau de transport électrique pour l'interface entre les différents niveaux de haute tension. En Europe, ce sont surtout des transformateurs triphasés, ayant un noyau à 5 colonnes. Le système de refroidissement est en général un ONAN/ODAF. Un enroulement de réglage est connecté au primaire. Pour la redondance, deux transformateurs sont connectés en parallèle. Le couplage est normalement en étoile/ étoile afin d'économiser en isolation électrique. Un tertiaire connecté en triangle est également présent pour limiter l'impédance homopolaire.

### Transformateurs de distribution et de type sec

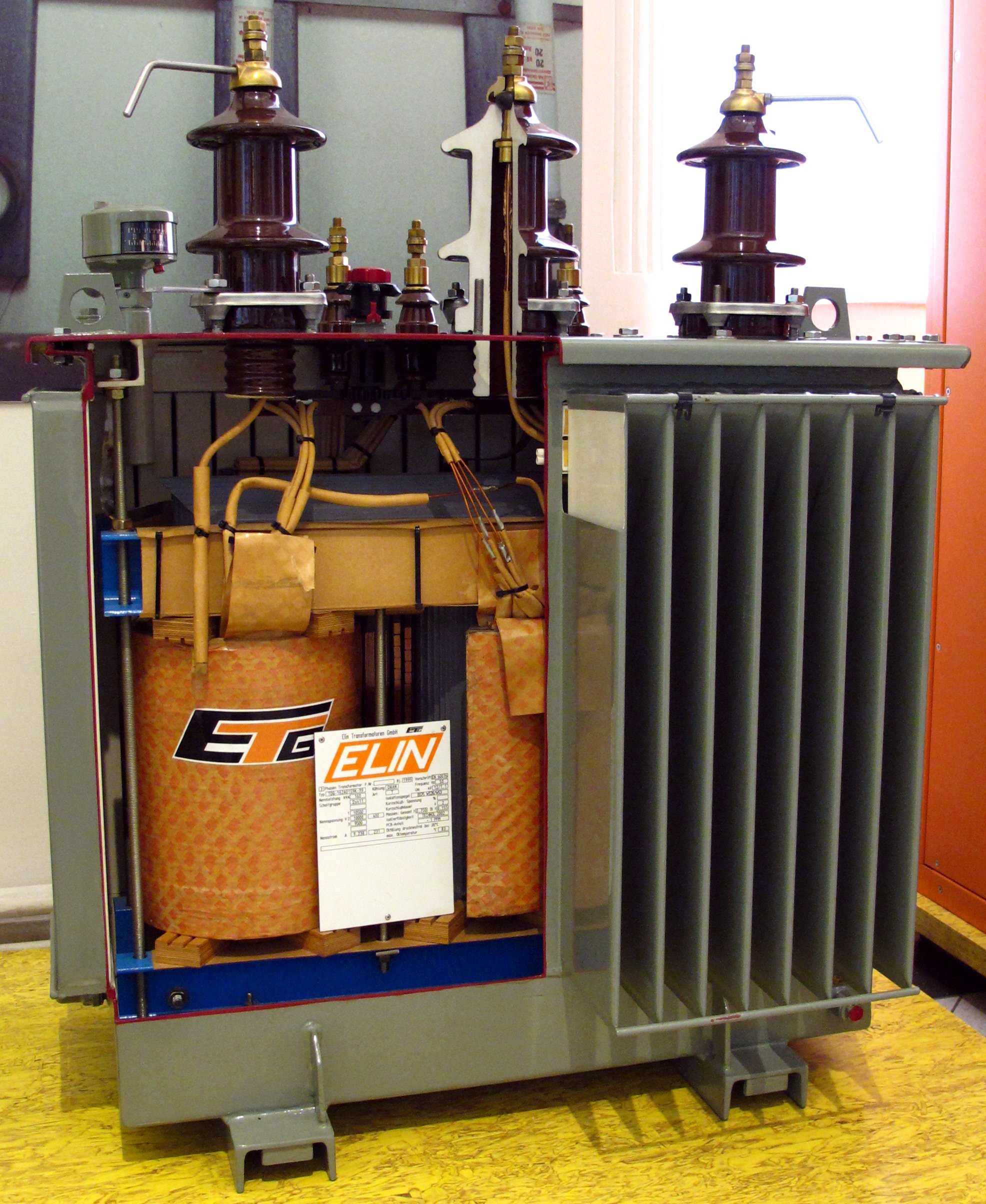
Transformateur de distribution avec vue de l'intérieur

Les transformateurs de distribution sont les transformateurs de plus faible puissance, moins de 2 500 kVA en triphasé. Ils servent, comme leur nom l'indique, à alimenter le réseau de distribution, c'est-à-dire à transformer la moyenne tension en basse tension (230 volts). Ils sont de fait beaucoup plus nombreux que ceux de grande puissance, leur production est donc réalisée en série.
C'est également un secteur très concurrentiel, les modèles sont optimisés autant que possible.
La plupart utilisent de l'huile minérale pour l'isolation et le refroidissement. Leur noyau magnétique utilise des technologies semblables à celles des transformateurs de plus grande puissance avec chevauchement, acier orienté et absence totale de boulon. Les pertes fer sont d'autant plus importantes pour les transformateurs de distribution que leur charge n'est pas constante, or les pertes fer ne dépendent pas de la charge contrairement aux pertes cuivre. Pour réduire ces pertes depuis le début des années 1980, des tôles en métal dit amorphe sont utilisées dans certains transformateurs de distribution, principalement aux États-Unis. Elles ont l'avantage de générer beaucoup moins de pertes fer grâce à une épaisseur de tôle très faible et grâce à une magnétisation et démagnétisation très facile. Au niveau des enroulements, les conducteurs sont ronds, ou sous forme de feuilles. Cette dernière méthode consiste à enrouler des feuilles conductrices aussi larges que le noyau et de faire autant de tours que nécessaire. Cette méthode de fabrication a le mérite de la simplicité. On peut également évoquer les enroulements crossover : au lieu d'avoir une longue bobine en un seul bloc, on la divise en sous-blocs avec un nombre de spires constant qu'il suffit d'assembler au besoin.
Les transformateurs de distribution sont souvent hermétiques afin d'éviter toute maintenance. Des changeurs de prises hors-circuit sont de plus en souvent montés sur ces transformateurs.
Transformateurs de type sec

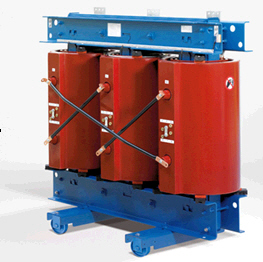
Transformateur de distribution sec

Un transformateur de type sec est un « transformateur pour lequel le circuit magnétique et les enroulements ne sont pas immergés dans un liquide isolant ». Concrètement, ses enroulements sont isolés à l'aide de gaz ou d'isolation solide, comme du vernis, du papier ou de la résine. Cela ne change pas fondamentalement la façon dont sont conçus ces transformateurs en comparaison de ceux immergés dans l'huile. Ils ont pour principal avantage d'être plus légers et surtout non inflammables. Ils sont donc tout particulièrement indiqués dans les lieux où le risque d'incendie n'est pas acceptable, comme les bureaux. L'interdiction des PCB, qui sont également ininflammables, dans les années 1970 a permis à ce type de transformateur de s'imposer. Le fait que l'air ou la résine soient de bien moins bons conducteurs thermiques que l'huile limite leur usage à de relativement basses puissances : pour les transformateurs de distribution.
Une des grandes familles de transformateurs de type sec est constituée par les transformateurs faits en résine. L'enroulement haute tension est enrobé de résine qui l'isole alors électriquement. Une des difficultés de la technique est de maintenir l'adhérence résine/enroulement, pour avoir des coefficients de dilatation proche, les enroulements en aluminium sont préférés. Un des défauts de cette technique est de pas permettre de surcharge importante, la constante de temps n'étant pas si grande que pour un transformateur immergé dans l'huile. Sa résistance au court-circuit est également limitée.
Des transformateurs isolés au gaz existent également, typiquement à l'aide de SF6. Toutefois, ce gaz n'est pas un aussi bon conducteur thermique que l'huile, est à effet de serre et le prix de ces transformateurs est nettement plus élevé.
Les transformateurs de type sec isolés avec du papier ont le défaut d'être sensibles à l'humidité. Ils ont par contre un meilleur comportement lors des surcharges et des courts-circuits, ainsi que des pertes plus réduites.

### Transformateurs de traction
Les transformateurs de traction sont utilisés dans les trains électriques. Ils ont une puissance allant de 5 à 18 MVA. Leur impédance de court-circuit est relativement élevée avec une valeur allant de 8 à 12 %. Leur courant varie très rapidement entre 0 et 2 fois le courant nominal, un changeur de prise en charge n'est pas installé, celui-ci devrait changer de prise extrêmement souvent ce qui l'userait prématurément. Leur tension est en général inférieure à 50 kV et leur fréquence est 16,7, 50 ou 60 Hz selon les cas. Ils sont construits avec 1 ou 2 colonnes bobinées dans le second cas un enroulement est connecté en série, l'autre en parallèle pour une répartition égale de la charge entre bobines.

### Autotransformateurs

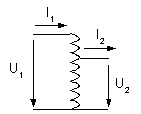
Symbole d'un autotransformateur.
1 : indique le primaire
2 : le secondaire.

Dans ce type de transformateur de puissance particulier, il n'y a pas d'isolation électrique entre le primaire et le secondaire car le secondaire est une partie de l'enroulement primaire. Cela économise un enroulement. Le courant alimentant le transformateur parcourt le primaire en totalité et une dérivation à un point donné de celui-ci détermine la sortie du secondaire. La conséquence est qu'une partie du bobinage est traversée par le seul courant du primaire alors que l'autre partie est traversée par le courant du primaire moins celui du secondaire. La section du bobinage peut donc être réduite sur ce secondaire.
Les autotransformateurs sont surtout utilisés pour interconnecter des réseaux de très haute tension.
Les autotransformateurs sont quasiment toujours couplés en étoile et reçoivent une isolation non uniforme.

### Transformateurs déphaseur

Schéma électrique d'un transformateur déphaseur

Les transformateurs déphaseurs permettent de créer un déphasage entre leur tension d'entrée et de sortie. Cela a pour objectif de soulager un réseau surchargé. Le réseau de transport d’électricité est maillé ; l’électricité emprunte naturellement et préférentiellement les lignes de moindre résistance électrique. Cela explique que certaines lignes peuvent être saturées alors que d’autres lignes desservant la même zone peuvent être sous-utilisées.
En « forçant » le passage de l’électricité sur une ligne électrique plutôt que sur une autre, le transformateur déphaseur permet d’optimiser les lignes les moins empruntées et donc de soulager les lignes saturées. Grâce à cette meilleure répartition des transits sur les lignes, le réseau de transport d’électricité peut être exploité au maximum de ses capacités techniques.
Sur le plan technique, un transformateur déphaseur est constitué d'un transformateur connecté en triangle et en parallèle aux systèmes d'entrée et d'un transformateur connecté en série. Les deux ont des noyaux magnétiques séparés et des cuves séparées.
Un changeur de prises permet de régler le déphasage souhaité.

### Transformateurs d'évacuation d'énergie

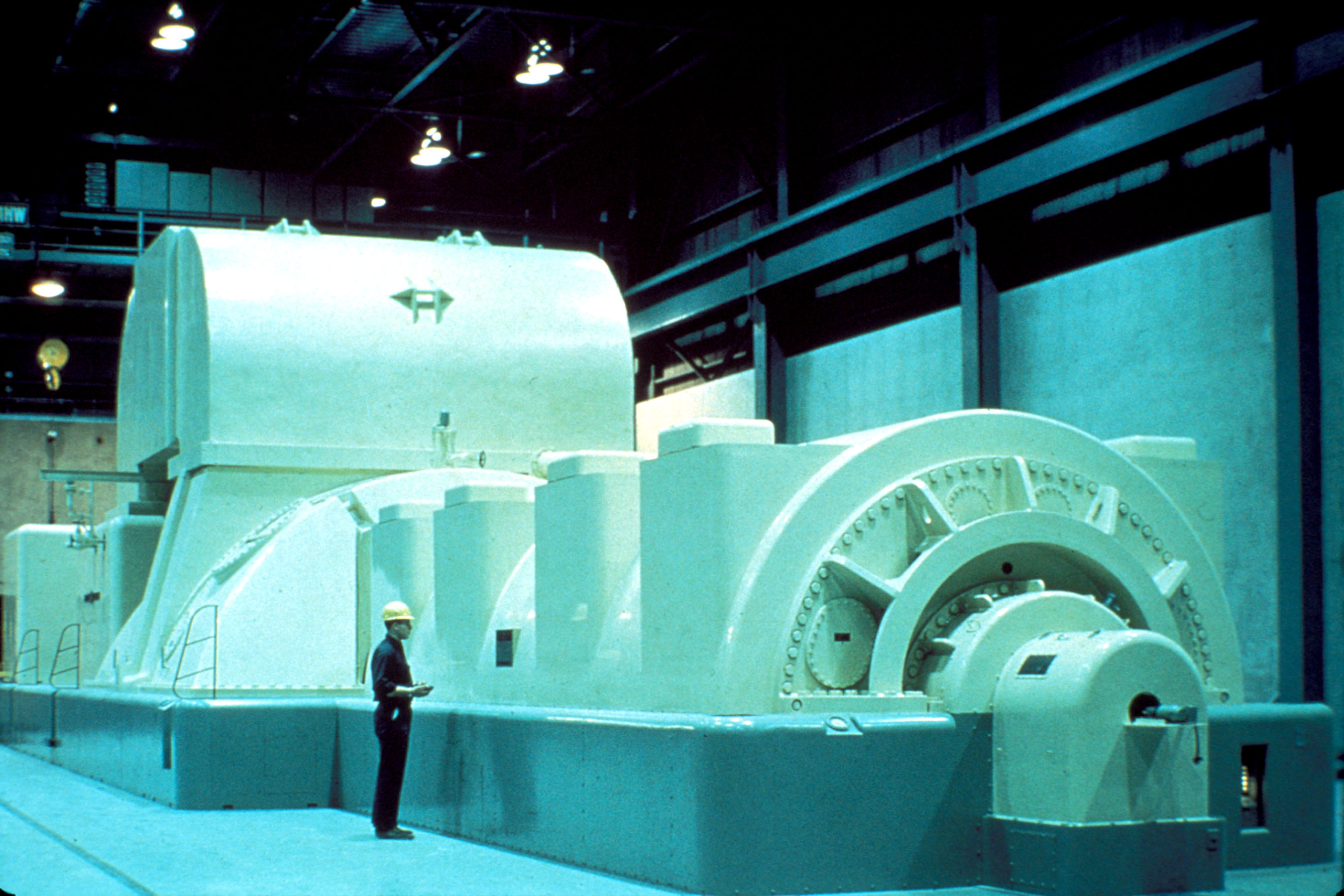
Pour évacuer l'énergie produite par les centrales électriques, des transformateurs particuliers doivent être utilisés

Les transformateurs d'évacuation d'énergie forment une catégorie à part dans les transformateurs de puissance. Ce sont des transformateurs reliés directement aux générateurs des centrales électriques, d'une puissance élevée (quelques centaines de MVA). Plus la tension est élevée côté générateur, plus ce dernier a besoin d'isolation, il devient donc plus gros et plus cher. À l'inverse, une tension trop basse implique l'usage de courants très élevés.
Un compromis est en général trouvé entre 11 et 30 kV. Côté ligne, la tension doit être élevée pour permettre le transport de l'énergie avec un minimum de perte, une valeur typique est de 400 kV. Les transformateurs d'évacuation d'énergie sont donc caractérisés par une tension élevée au secondaire, un courant élevé au primaire et un rapport de transformation élevé.
Par ailleurs, ils doivent être dimensionnés pour pouvoir résister aux conséquences d'un déclenchement de la charge. C'est-à-dire que, si pour une raison quelconque, la charge qu'alimente le générateur tombe à 0, une surtension apparaît à ses bornes, donc au secondaire du transformateur. La norme CEI prévoit que ces transformateurs doivent pouvoir supporter une surtension de 140 % pour une période de 5 s,.
À cause de leurs fortes puissances, les transformateurs d'évacuation d'énergie sont souvent monophasés. Un transformateur triphasé dépasse en général les gabarits maximaux pour le transport.

### Transformateurs pour four à arc
Un transformateur pour four à arc doit fournir un courant extrêmement élevé, allant jusqu'à 200 kA. Ils ont en général une puissance allant de 10 à 100 MVA mais peuvent exceptionnellement atteindre les 200 MVA.
Pour fournir cette puissance, ces transformateurs sont typiquement reliés au réseau 33 ou 66 kV.
Afin de limiter le courant dans la bobine basse tension, une connexion en triangle est choisie, cela impose de placer l'enroulement basse tension à l'extérieur de celui haute tension.
Les courants étant très élevés, les transformateurs pour four à arc combiné à ces derniers ont une impédance totale approchant les 50 %. Ces courants créent également des forces importantes, requérant une conception très solide pour les enroulements.
Par ailleurs, l'état du métal changeant, la tension du four change fortement. Un changeur de prises est donc nécessaire. Une conception adaptée doit être choisie, pour éviter que la densité de flux dans le circuit magnétique ne devienne trop importante. En outre les changements de prises sont beaucoup plus fréquents que pour un transformateur de puissance connecté au réseau,.

### Transformateurs pour convertisseurs de courant continu

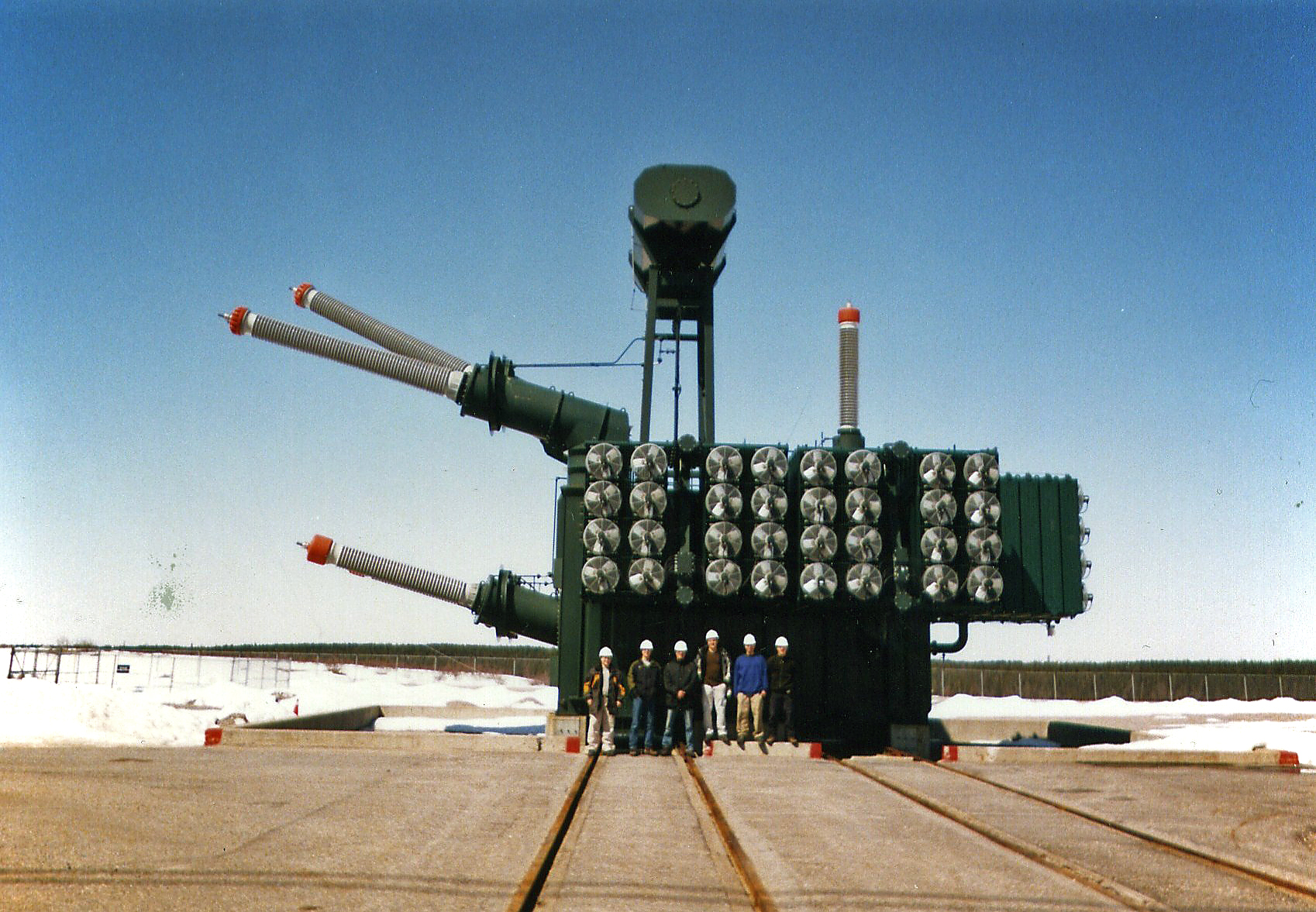
Transformateur HVDC

#### Transformateurs pour convertisseurs à thyristors
Les transformateurs connectés entre les lignes à courant alternatif et les convertisseurs utilisant des thyristors des stations HVDC ont des caractéristiques très différentes des transformateurs de puissance ordinaires. Les lignes à courant continu transportant de grandes puissances, les transformateurs HVDC sont également de fortes puissances.
Pour permettre leur transport, ils sont en général monophasés. Ils comportent 2 ou 3 enroulements, le premier est connecté au réseau à courant alternatif, le ou les autres aux convertisseurs. Afin de limiter la production d'harmoniques, un banc de transformateur est connecté en triangle, l'autre en étoile, un déphasage de 30° est ainsi obtenu entre les deux. Dans le cas des transformateurs à 3 enroulements, l'un est connecté en étoile, l'autre en triangle. Un seul design de transformateur est nécessaire pour l'ensemble de la station. Si des transformateurs à deux enroulements sont utilisés, deux designs sont nécessaires : l'un pour le banc en étoile, l'autre pour celui en triangle.
Au-delà de cette construction particulière, les transformateurs HVDC ont une isolation conçue de manière différente d'un transformateur ordinaire. Une tension continue se superpose en effet à la tension alternative dans les enroulements.
De plus, lors d'un changement de direction du flux d'énergie dans la liaison HVDC, la polarité de sa tension est inversée. Le champ continu dans l'isolation est donc inversé, les contraintes également. La phase transitoire est particulièrement contraignante pour l'isolation.
Dans le détails, l'isolation d'un transformateur est constituée de cellulose et d'huile. Un modèle représentant leur résistance et leur capacité permet de simuler correctement leur comportement. Les influences des champs alternatifs et continus peuvent être considérés comme indépendantes. Pour celle continue, en régime stationnaire, l'isolation est conçue de sorte que pour la chute de tension est plus grande dans la cellulose que dans l'huile. Lors d'une inversion de polarité, la tension à la limite entre l'huile et la cellulose devient plus grande que celle aux bornes des enroulements, ce qui n'est le cas dans aucun autre essai. La chute de tension à travers l'huile est alors très supérieures à celle en régime stationnaire. Au plus rapport de la résistivité de la cellulose par celle de l'huile est grand, plus ce phénomène est prononcé. L'isolation doit donc être conçue spécialement pour permettre l'inversion de polarité sans risquer une décharge électrique dans l'huile[pas clair].
Les convertisseurs créent un courant continu dans les enroulements causant également un surplus de nuisance sonore pour ces transformateurs.
En outre, la grande quantité d'harmoniques contenues dans le courant vient saturer et chauffer le circuit magnétique, qui doit être dimensionné en conséquence.
Enfin une haute résistance au court-circuit est nécessaire.

#### Transformateurs pour convertisseurs à IGBT
Dans le cas de la technologie VSC, utilisant des IGBT les transformateurs sont beaucoup plus classiques. Avec des convertisseurs à IGBT multi-niveaux, des transformateurs standards peuvent être utilisés sans contrainte spécifique de tenue au courant continu ou aux courants harmoniques
.

### Transformateurs supraconducteur
Les transformateurs utilisant des supraconducteurs sont en phase de recherche et développement, ils semblent constituer un objectif long terme pour l'industrie électrotechnique. L'usage de supraconducteurs dans la fabrication des transformateurs permettrait de réduire les pertes et de limiter les courants de court-circuit (la résistance de la bobine augmente subitement si le courant critique du supraconducteur est dépassé), deux propriétés très intéressantes.
Sur le principe, les enroulements en matériau supraconducteur refroidis à l'azote liquide permettent de transporter une forte densité de courant. Ils sont donc plus petits, plus courts et plus légers. Le noyau magnétique n'a lui pas besoin d'être refroidi et est relativement standard.
Kuechler déclare que ce type de transformateur doit réduire les pertes de 30 % et le poids de 50 % en comparaison avec les transformateurs de puissance actuels.
Un partenariat industriel de recherche entre ABB, EDF et ASC avait vers la fin des années 1990 permis d'avoir des connaissances plus précises sur l'état de la technologie. Un prototype de 10 MVA avait été construit. S'il remplissait la plupart des objectifs fixés, l'impossibilité technique de réaliser correctement des bobines en supraconducteur de longueur suffisante pour atteindre des tensions plus hautes empêchait d'envisager de réaliser des modèles de plus forte puissance où une telle technique aurait pu trouver son marché.
Les recherches ont donc été interrompues.
Le rapport du comité transformateur du CIGRÉ de 2008, indique que des progrès substantiels ont été réalisés dans le domaine des supraconducteurs. L'usage de supraconducteur à haute température fait en YBCO refroidi par azote liquide est prometteur.

## Aspects économiques

### Marché

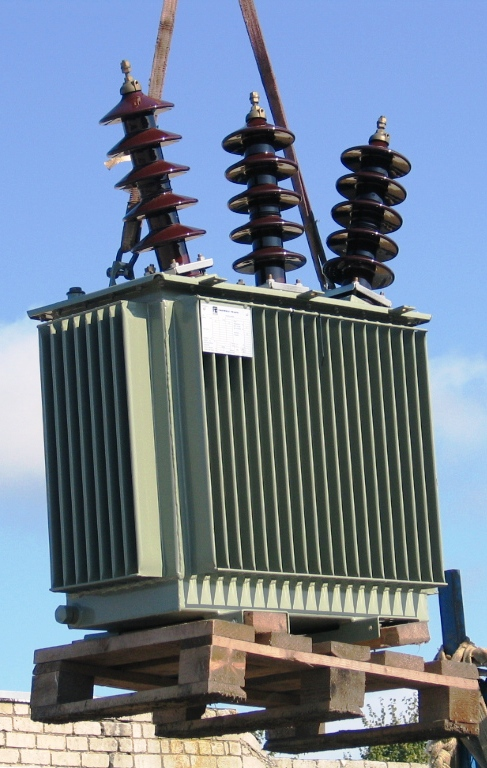
Les transformateurs de distributions (photo) sont beaucoup plus nombreux que les transformateurs de grandes puissances.

Le nombre de transformateurs de puissance en service est très élevé, rien qu'en France Enedis dispose de 742 700 transformateurs de distribution pour convertir le 20 kV du réseau moyenne tension en 400 V du réseau basse tension. Au Royaume-Uni on en dénombre 500 000. Le nombre de transformateurs de plus forte puissance est plus limité, ainsi en France il y a, en 2012, 1 189 transformateurs ayant une de leurs tensions supérieure ou égale à 63 kV,,.
Il est d'usage de mesurer la production de transformateurs en MVA, en 2011 la demande mondiale se situait aux alentours de 2 117 000 MVA répartis sur environ 6 900 000 transformateurs. En 2007, la demande de transformateurs de distribution représentait 760 000 MVA pour 5 500 000 unités.
Les pays achetant le plus de transformateurs étaient en 2007 : la Chine avec 26 % du total, suivie des États-Unis avec 16,5 % et de l'Inde avec 8,5 %.

### Fabricants
De par le monde, de très nombreux fabricants de transformateurs de puissance existent. La technologie de base est en effet facilement reproductible, tandis que le poids de l'objet dissuade les longs transports. À côté des grands noms de l'électrotechnique tel qu'ABB, Alstom, General Electric ou Siemens, on trouve des fabricants de taille plus modeste comme SMIT, Crompton Greaves, Efacec, JST. Les principaux fabricants ont en général plusieurs usines dans le monde, spécialisées par ligne de produit, ou servant un marché local pour limiter les coûts de transport. On a ainsi de nombreuses usines de transformateurs installées dans les pays émergents, comme l'Inde ou la Chine.
Au niveau des principaux fabricants, les parts de marchés sont réparties en 2006 comme ci-dessous:
| Nom du fabricant | Part de marché (%) |
| ---------------- | ------------------ |
| ABB              | 15,6               |
| Siemens          | 10,1               |
| Alstom           | 8,8                |
| Mitsubishi       | 5,8                |
| General Electric | 5,0                |
| Toshiba          | 4,2                |

Parmi les fabricants de sous-ensembles de transformateurs on peut citer Weidmann Electrical, leader mondial de l'isolation pour transformateur. Pour les huiles minérales et les composants secondaires se référer aux articles correspondants.

## Aspects environnementaux
Les transformateurs ont une influence importante sur l'environnement. En premier lieu, ils émettent un bruit important (voir section correspondante), ce sont les principales sources de nuisances dans les postes électriques.
De plus, ils contiennent une quantité importante d'huile, en général minérale et donc non biodégradable, une fuite peut donc polluer durablement l'environnement, en particulier la nappe phréatique. Pour limiter ce risque, les postes électriques disposent de dispositif de récupération des huiles qui pourraient sortir des transformateurs. RTE déclare avoir perdu en 2011 un volume de 4,2 m3 d'huile à cause des fuites de transformateurs.
Les transformateurs, à cause de l'huile qu'ils contiennent, comportent des risques d'incendie, voire d'explosion. Pour pallier ce problème, ils sont en général installés en extérieur et séparés entre eux par des murs pare-feux. Une maintenance adéquate doit également limiter ce risque. Pour limiter le risque d'incendie, certains pays imposent de récupérer l'huile des gros transformateurs dans une fosse séparée avec un siphon coupe-feu entre le transformateur et la fosse. Une solution pour limiter le danger d'incendie est d'utiliser des transformateurs secs c'est-à-dire sans huile.
Il est également à signaler, que des transformateurs utilisant du PCB comme liquide de refroidissement sont toujours en service, même si leur fabrication est désormais interdite.

## Normes applicables
- CEI 60076-1 à 18 à l'exception de la 6 correspondant aux bobines d'inductance.
- IEEE C57.12.**.

### Principale
- (en) Groupe de travail B5.05, Modern techniques for protectiong, controlling and monitoring power transformers, CIGRÉ, coll. « brochure 463 », juin 2011
- (en) Groupe de travail B4.51, Study of Converter Transients Imposed on the HVDC Converter Transformers, t. 609, CIGRÉ, coll. « brochure », février 2015
- (de) W. Dietrich, Transformatoren, Stand der Technik und Tendenzen, Berlin, Offenbach, vde-verlag, 1986 (ISBN 3-8007-1365-9)
- (en) Jawad Faiz et Behzad Siahkolah, Electronic Tap-Changer for Distribution Transformers, Heidelberg, Springer, 2011 (ISBN 978-3-642-19910-3, lire en ligne)
- (en) Pavlos S. Georgilakis, Spotlight on modern transformer design, Dordrecht, Springer, 2009, 427 p. (ISBN 978-1-84882-666-3)
- (de) K. Karsai, D. Kerényi et L. Kiss (trad. du hongrois), Large power transformers, Amsterdam, Elsevier, 1987, 614 p. (ISBN 0-444-99511-0)
- (de) Andreas Kuechler, Hochspannungstechnik, Grundlagen, Technologie, Anwendungen, Berlin, Springer, 2005, 543 p. (ISBN 3-540-21411-9, lire en ligne)
- (en) S. V. Kulkarni et S. A. Khaparde, Transformer Engineering : Design and Practice, New York, Marcel Dekker, 2005, 480 p. (ISBN 0-8247-5653-3, lire en ligne)
- (en) James H. Harlow, Electric power transformer engineering, CRC Press, 2004
- (en) Martin J. Heathcote, J&P Transformer Book, Oxford, Elsevier, 2007 (ISBN 978-0-7506-8164-3, lire en ligne)
- (de) D. Oeding et B.R. Oswald, Elektrische Kraftwerke und Netze, Berlin, Springer, 2004 (lire en ligne), p. 217-255
- (de) Eckhard Spring, Elektrische Maschninen, Berlin, Heidelberg, New York, Springer, 2006 (ISBN 3-540-28241-6)
- Théodore wildi, Electrotechnique, DeBoeck, 2003 (lire en ligne)

### Pour approfondir
- (en) Jos Arrilaga, High voltage direct current transmission, vol. 6, Londres, Institution of Electrical Engineers, coll. « Power and energy », 1998 (ISBN 0-85296-941-4)
- Christophe Perrier, Étude des huiles et des mélanges à base d'huile minérale pour transformateur de puissance : recherche d'un mélange optimal, Lyon, école centrale de Lyon, 2005 (lire en ligne)

### Traduction
1. ↑  « no-load losses »
2. ↑  « load losses »
3. ↑  « stabilising winding »
4. ↑  « limb » ou « leg »
5. ↑  « yoke »
6. ↑  « mitred »
7. ↑  « step-lap ».
8. ↑  « frame »
9. ↑  « continously transposed cable »
10. ↑  « vapour-phase »
11. ↑  « hotspot »
12. ↑  « lifting lugs »
13. ↑  « haulage lugs »
14. ↑  « jacking pads »
15. ↑  « schnabel »
16. ↑  WTI
17. ↑  « winding temperature indicator » (WTI)
18. ↑  « Rapid pressure rise relay » ou « Sudden pressure rise relay »
19. ↑  « frequency response analysis »
20. ↑  « sweep », d'où l'abréviation SFRA
21. ↑  on-line monitoring